# Hốt Tất Liệt
Hốt Tất Liệt (tiếng Mông Cổ: ᠬᠤᠪᠢᠯᠠᠢ 
ᠬᠠᠭᠠᠨ, Xubilaĭ Khaan, tiếng Trung: 忽必烈; bính âm: Hūbìliè; 23 tháng 9, 1215 - 18 tháng 2, 1294), Hãn hiệu Tiết Thiện Hãn (ᠰᠡᠴᠡᠨ ᠬᠠᠭᠠᠠᠨ, Сэцэн хаан, Sechen Khan), là Đại Hãn thứ năm của đế quốc Mông Cổ, và là người sáng lập ra nhà Nguyên trong lịch sử Trung Quốc.
Ông là con trai thứ 4 của Đà Lôi và là cháu nội của Thành Cát Tư Hãn. Năm 1260, ông và em trai A Lý Bất Ca (Ariq Böke) cùng xưng Đại Hãn sau khi Đại Hãn tiền nhiệm là Mông Kha - anh trai của họ băng hà mà không chỉ định người kế vị. Cuối cùng, Hốt Tất Liệt giành thắng lợi vào năm 1264, dẫn đến sự chia rẽ chính trị sâu sắc trong nội bộ Mông Cổ, nhưng đế quốc về tổng thể vẫn là thống nhất và hùng mạnh. Ảnh hưởng của Hốt Tất Liệt vẫn còn mạnh tại hãn quốc Y Nhi và Kim Trướng hãn quốc, các lãnh thổ phía tây của đế quốc Mông Cổ.
Dưới sự lãnh đạo của Hốt Tất Liệt, đế quốc Mông Cổ đã đạt đến thời kỳ cực thịnh. Ông đã dời đô từ Hoa Lâm (Karakorum) về Đại Đô (tức Bắc Kinh ngày nay). Năm 1271, Hốt Tất Liệt thành lập nhà Nguyên, đế quốc kiểm soát các khu vực ngày nay thuộc Mông Cổ, Hoa Bắc, tây bắc Trung Quốc, bán đảo Triều Tiên và các khu vực cận kề, giúp ông có địa vị như một hoàng đế Trung Hoa. Năm 1279, quân đội nhà Nguyên đánh bại Nam Tống, Hốt Tất Liệt trở thành người dân tộc thiểu số đầu tiên làm hoàng đế Trung Hoa và cai trị nhà Nguyên đến khi mất vào năm 1294, miếu hiệu là Nguyên Thế Tổ (元世祖).
Dưới sự cai trị của Hốt Tất Liệt, tất cả các vương quốc phụ cận với đế quốc Mông Cổ đều trở thành các chư hầu lệ thuộc. Ông phát động các chiến dịch thôn tính Nhật Bản, Đại Việt, Bagan và Java, nhưng không thành. Mặc dù Hốt Tất Liệt theo đạo Phật ông cũng để ý đến sự phát triển của đạo Kitô trên thế giới và mời các sứ giả đến Trung Quốc truyền đạo. Ông cũng chú trọng đến việc phát triển các nghề thủ công, khoa học và nghệ thuật.

## Những năm đầu
Hốt Tất Liệt sinh năm 1215, là con trai thứ 4 của Đà Lôi với chính thê Toa Lỗ Hòa Thiếp Ni, và là cháu nội của Thành Cát Tư Hãn. Theo lệnh của Thành Cát Tư Hãn, Toa Lỗ Hòa Thiếp Ni đã chọn một nhũ mẫu theo Phật giáo Tây Tạng để chăm nom Hốt Tất Liệt. Tương truyền, Hốt Tất Liệt sinh ra khi quân Mông Cổ tấn công nhà Kim, và ông cất tiếng khóc chào đời ngay giữa chiến trường, báo hiệu sự ra đời của một con người kiệt xuất sẽ gánh vác cả Mông Cổ.
Từ nhỏ, Hốt Tất Liệt tỏ ra là một cậu bé thông minh, trượng nghĩa, rất được Thành Cát Tư Hãn yêu quý. Ông nói rằng: "Những lời của cậu bé này rất khôn ngoan, hãy chú ý đến chúng. Hãy chú ý chúng bằng tất cả những gì chúng ta có." Năm 1227, Thành Cát Tư Hãn băng hà, khi Hốt Tất Liệt lên 12. Đà Lôi, cha của Hốt Tất Liệt làm Giám quốc trong 2 năm rồi tôn Oa Khoát Đài lên ngôi Đại Hãn theo đúng di chiếu của Thành Cát Tư Hãn.
Năm 1231, Đà Lôi qua đời vì trọng bệnh khi đang phò tá Oa Khoát Đài trong chiến dịch chinh phục nhà Kim.  Sau khi nhà Kim diệt vong vào năm 1234, Oa Khoát Đài đã ban đất Hà Bắc (khoảng 80.000 nhân khẩu) cho gia đình Đà Lôi cai quản. Hốt Tất Liệt nhận được một phần gia sản, bao gồm 10.000 dân. Nhưng do thiếu kinh nghiệm quản lý, nên thay vì trực tiếp cai quản, ông đã giao cho các quan viên Mông Cổ tự do hành sự. Kết quả, tham nhũng dẫn đến tô thuế tăng cao, khiến phần lớn nông dân Trung Quốc rời bỏ ruộng đất để xuống phía Nam, khiến doanh thu thuế giảm mạnh. Hốt Tất Liệt nhanh chóng sửa sai bằng cách bãi nhiệm các quan viên vi phạm, thay bằng những quan viên có tài, bất kể dân tộc. Nhờ những nỗ lực đó, đến cuối những năm 1240, hầu hết nông dân Hà Bắc bỏ ruộng trước đây đã trở về quê hương làm ăn.
Hốt Tất Liệt có đam mê nghiên cứu nền văn hóa của các dân tộc khác, đặc biệt là Trung Hoa đương thời. Đầu những năm 1240, ông đã tập hợp dưới trướng nhiều quan viên gốc Đột Quyết, người Kito giáo, tướng lĩnh Mông Cổ, người Hồi giáo Trung Á và cả những nhà Nho, nhà sư Trung Quốc, nhằm hướng đến sự cân bằng lợi ích của các dân tộc. Hốt Tất Liệt đã mời Hải Vân, một nhà sư Phật giáo hàng đầu ở miền bắc Trung Quốc, đến đại bản doanh của ông ở Mông Cổ, và họ sau đó trở thành bạn tâm giao. Khi gặp Hải Vân thiền sư ở Karakorum năm 1242, ông tham vấn nhà sư về triết lý của Phật giáo. Hải Vân thiền sư cũng đặt tên cho con trai thứ của Hốt Tất Liệt là Chân Kim (sinh năm 1243). Vị thiền sư này cũng giảng dạy cho Hốt Tất Liệt về Đạo giáo và giới thiệu Lưu Bỉnh Trung - một nhà sư Phật giáo kiêm họa sĩ, nhà thư pháp, nhà thơ và nhà toán học. Lưu Bỉnh Trung trở thành cố vấn của Hốt Tất Liệt khi Hải Vân thiền sư trở lại Trung Đô. Hốt Tất Liệt cũng mời học giả người Sơn Tây Zhao Bi làm việc cho mình.

## Thành công ở Hoa Bắc

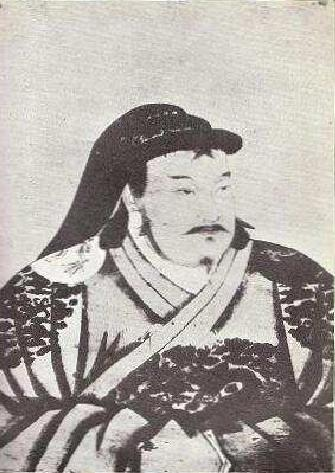
Chân dung Hốt Tất Liệt thời trẻ

Năm 1251, Mông Kha, anh trai của Hốt Tất Liệt trở thành Đại Hãn và giao cho Hốt Tất Liệt vùng Hoa Bắc, trực tiếp quản lý các vùng đất phía nam đế quốc. Trong giai đoạn này, sản lượng lương thực tại Hà Nam tăng mạnh và phúc lợi xã hội được cải thiện. Hốt Tất Liệt nhận được sự ủng hộ lớn từ các lãnh chúa, tạo nền tảng cơ bản cho việc xây dựng nhà Nguyên sau này.
Năm 1252, Hốt Tất Liệt được lệnh tấn công Vân Nam và vương quốc Đại Lý, khi vua nước này thể hiện sự chống đối và giết chết các sứ giả Mông Cổ được phái đến để dụ hàng. Dù vậy, khi Hốt Tất Liệt chiếm kinh đô của Đại Lý, ông vẫn tha mạng cho hoàng tộc nước này. Đoàn Hưng Trí, vị vua cuối cùng của Đại Lý đầu hàng Mông Cổ và được Mông Kha bổ nhiệm chức thổ ty cai trị địa phương. Nhưng ngay khi Hốt Tất Liệt rời đi, tình trạng bất ổn lại nổ ra tại Vân Nam. Vào năm 1255 và 1256, Đoàn Hưng Trí khuyên triều đình Mông Cổ bình định một số bộ lạc chưa đầu hàng. Đích thân ông ta lãnh đạo quân tiên phong. Đến cuối năm 1256, Ngột Lương Hợp Thai đã hoàn toàn bình định Vân Nam.
Thành công của Hốt Tất Liệt khiến một số quan viên Mông Cổ bắt đầu ghen tị. Họ xàm tấu lên Mông Kha rằng Hốt Tất Liệt tham vọng xây dựng đế chế của riêng mình. Mông Kha đã gửi 2 thanh tra thuế đến điều tra quan lại của Hốt Tất Liệt vào năm 1257. Ông bị quy vào 142 sai phạm, phải giao lại toàn bộ binh quyền và một số quan viên Trung Quốc dưới trướng của ông bị xử tử. Hốt Tất Liệt phải cùng gia đình quay về Hòa Lâm tạ tội với Mông Kha. May mắn là ông không bị xử tội, nhưng bị giám sát nghiêm ngặt và không được phép xây dựng quân đội riêng.
Cùng thời gian này, những người theo Đạo giáo trở nên giàu có và dần củng cố địa vị bằng cách chiếm đoạt các ngôi chùa Phật giáo. Mông Kha liền lệnh cho Hốt Tất Liệt chấm dứt xung đột giữa 2 giáo phái. Đầu năm 1258, Hốt Tất Liệt đã tổ chức một hội nghị của các nhà lãnh đạo Đạo giáo và Phật giáo, qua đó bác bỏ yêu sách của Đạo giáo, buộc 237 ngôi đền Đạo giáo phải chuyển thành chùa Phật giáo, thậm chí tiêu hủy các văn bản Đạo giáo. Hốt Tất Liệt và nhà Nguyên sau này công khai sùng bái Phật giáo, trong khi các Hãn quốc khác như Hãn quốc Sát Hợp Đài, Hãn quốc Kim Trướng và Hãn quốc Y Nhi lại lấy Hồi giáo làm quốc giáo.
Năm 1258, Mông Kha lệnh cho Hốt Tất Liệt chỉ huy cánh quân đông chinh hỗ trợ các cuộc tấn công vào Tứ Xuyên và một lần nữa vào Vân Nam. Năm 1259, Mông Kha tử trận trên đất Nam Tống. Hốt Tất Liệt vẫn tiếp tục tấn công Vũ Hán đến khi nhận được tin em trai ông là A Lý Bất Ca đã tổ chức hội nghị Khố Lý Đài tại Hòa Lâm và lên ngôi Đại Hãn. Đại đa số quý tộc Mông Cổ ủng hộ A Lý Bất Ca, riêng hai người anh của ông này là Hốt Tất Liệt và Húc Liệt Ngột lại phản đối.
Nhà Tống muốn giảng hòa với Mông Cổ, sai sứ giả đến xin cống hàng năm 200.000 lượng bạc và 200.000 lụa, để đổi lấy thỏa thuận đình chiến và chọn sông Dương Tử làm biên giới. Hốt Tất Liệt nhanh chóng đạt được thỏa thuận đình chiến và quay trở về Mông Cổ nhằm chống lại tuyên bố của A Lý Bất Ca về ngôi vị Đại Hãn.

## Tranh ngôi kế vị
Năm 1260, Hốt Tất Liệt trở lại Khai Bình và triệu tập một hội nghị Khố Lý Đài của chính mình. Chỉ một bộ phận nhỏ thành viên hoàng tộc ủng hộ Hốt Tất Liệt về quyền kế vị. Lý do khiến phần lớn thành viên hoàng tộc không ủng hộ Hốt Tất Liệt là vì ông quá gần gũi với người Hán, tôn sùng Hán pháp và văn hóa Hán, và it nhiều đã phá vỡ nhiều cách thức cai trị truyền thống của Mông Cổ trong lãnh thổ mà ông đang cai quản.

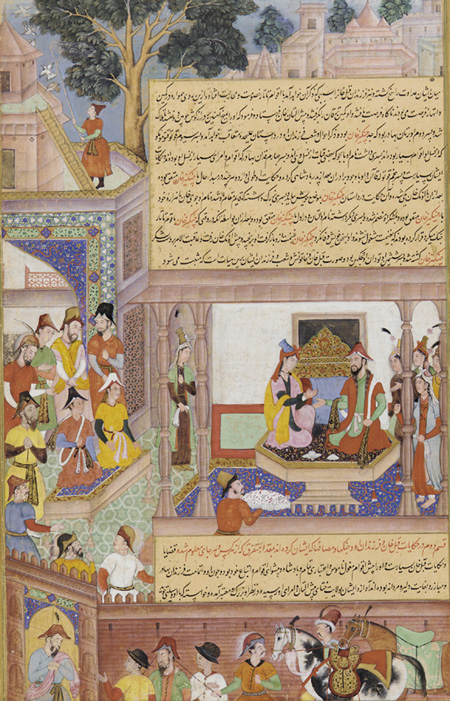
Hốt Tất Liệt được nhiều người ủng hộ trở thành tân Đại Hãn tại hội nghị Khố Lý Đài vào năm 1260.

Cuộc nội chiến giữa hai anh em nổ ra không lâu sau đó. Sau 4 năm huynh đệ tương tàn, A Lý Bất Ca đầu hàng Hốt Tất Liệt tại Thượng Đô vào năm 1264. Những người cai trị ở phía Tây thừa nhận chiến thắng và sự cai trị của Hốt Tất Liệt, và ông chính thức trở thành Đại Hãn chân chính của Mông Cổ. Hốt Tất Liệt ân xá A Lý Bất Ca, nhưng xử tử những người ủng hộ em trai mình. Sự kiện này cũng đã đánh dấu sự kết thúc của đế quốc Mông Cổ thống nhất. Các hãn quốc phía tây trở thành độc lập trên thực tế, và Hải Đô Hãn của Hãn quốc Sát Hợp Đài còn tiếp tục chống đối Hốt Tất Liệt tới tận khi ông này mất vào năm 1301.
Trong thời kỳ nội chiến với A Lý Bất Ca, tổng đốc Ích Châu là Lý Đàn đã nổi dậy chống lại người Mông Cổ vào năm 1262, nhưng nhanh chóng bị dập tắt và Lý Đàn bị tru di, dẫn đến một số quan lại người Hán thân tín của Hốt Tất Liệt cũng bị liên đới và xử tử. Sự kiện này đã làm Hốt Tất Liệt mất niềm tin vào người Hán. Sau khi trở thành hoàng đế nhà Nguyên, ông cấm chỉ việc giao các chức vụ quan trọng cho các lãnh chúa gốc Hán.

## Trị vì

### Đại Hãn Mông Cổ

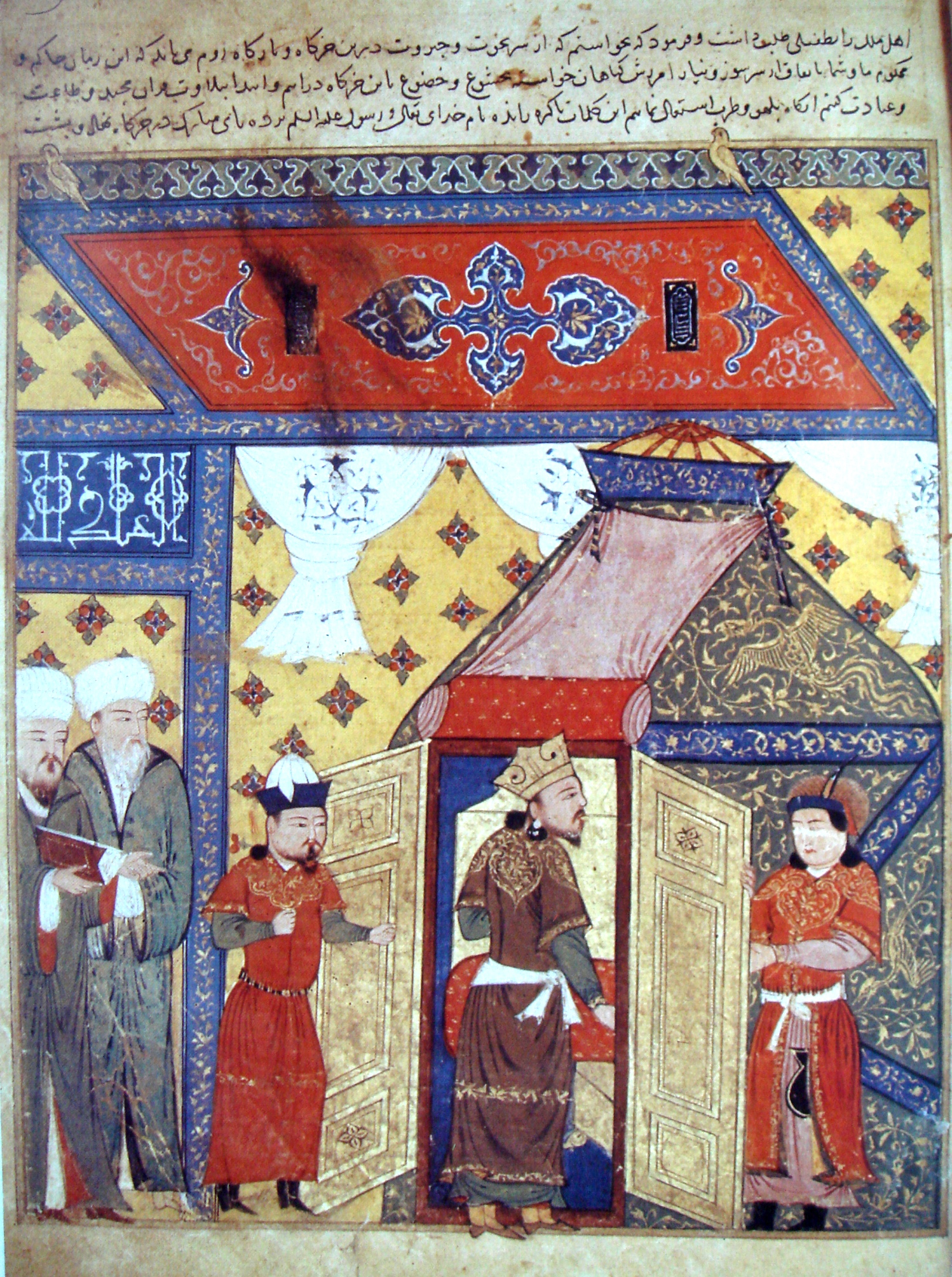
Ở hãn quốc Y Nhi Ba Tư, khả hãn Ghazan đã chuyển đổi sang đạo Hồi và công nhận Hốt Tất Liệt là bá chủ.

Cái chết bí ẩn của 3 hoàng tử nhà Truật Xích trong chiến dịch bao vây Baghdad (1258) của Húc Liệt Ngột và sự phân chia chiến lợi phẩm không công bằng khiến mối quan hệ giữa Hãn quốc Y Nhi với Hãn quốc Kim Trướng trở nên rạn nứt. Khi Húc Liệt Ngột qua đời vào năm 1264, khả hãn Kim Trướng là Berke đã hành quân để chinh phục Y Nhi nhưng lại mắc bệnh chết trên đường đi. Vài tháng sau những cái chết này, khả hãn Alghu của Sát Hợp Đài cũng chết. Trong phiên bản chính thức mới của lịch sử gia đình, Hốt Tất Liệt đã từ chối viết tên của Berke là khả hãn của Kim Trướng vì Berke ủng hộ A Lý Bất Ca và gây chiến với Húc Liệt Ngột, gia đình Truật Xích vẫn được công nhận là thành viên hợp pháp của gia đình.
Hốt Tất Liệt chọn Abaqa là khả hãn mới của Y Nhi và được đề cử cháu trai Mạnh Đặc Mục của Bạt Đô cho ngai vàng ở Sarai, thủ đô của Kim Trướng. Lãnh thổ của Hốt Tất Liệt ở phía đông vẫn giữ được uy quyền tuyệt đối đối với Y Nhi đến khi kết thúc triều đại của họ. Hốt Tất Liệt cũng phái thân tín Ghiyas-ud-din Baraq lật đổ triều đình của Oirat Orghana, hoàng hậu của Hãn quốc Sát Hợp Đài, người đã đưa con trai nhỏ Mubarak Shah lên ngai vàng vào năm 1265, mà không có sự cho phép của chồng sau khi ông ta chết.
Hải Đô, cháu nội của Oa Khoát Đài đã từ chối yêu cầu đích thân sang chầu của Hốt Tất Liệt. Ông liền sai Baraq tấn công Hải Đô. Baraq bắt đầu mở rộng vương quốc của mình về phía bắc. Ông nắm quyền lực vào năm 1266 và chiến đấu với Hải Đô và Kim Trướng. Ông ta cũng đẩy người giám sát của Hốt Tất Liệt ra khỏi lòng chảo Tarim. Khi Hải Đô và Mạnh Đặc Mục cùng nhau chiến đấu với Hốt Tất Liệt, Baraq đã gia nhập liên minh với Nhà Oa Khoát Đài và Kim Trướng để chống lại Hốt Tất Liệt ở phía đông và Abagha ở phía tây. Trong khi đó, Mạnh Đặc Mục tránh mọi cuộc thám hiểm quân sự trực tiếp chống lại vương quốc của Hốt Tất Liệt. Hãn quốc Kim Trướng đã hứa với Hốt Tất Liệt sự giúp đỡ của họ để đánh bại Kaidu mà Mạnh Đặc Mục gọi là phiến quân. Điều này rõ ràng là do mâu thuẫn giữa Kaidu và Mạnh Đặc Mục về thỏa thuận mà họ đã đưa ra tại Talas Kurultai. Quân đội của Mông Cổ Ba Tư đã đánh bại lực lượng xâm lược của Baraq vào năm 1269. Khi Baraq qua đời vào năm sau, Kaidu nắm quyền kiểm soát Sát Hợp Đài và lấy lại liên minh với Mạnh Đặc Mục.
Trong khi đó, Hốt Tất Liệt đã cố gắng ổn định quyền kiểm soát của mình trên bán đảo Triều Tiên bằng cách huy động một cuộc xâm lược khác của người Mông Cổ sau khi ông ta lập Cao Ly Nguyên Tông (r. 1260-1274) lên ngôi vào năm 1259 ở Ganghwado. Kublai cũng buộc hai nhà cai trị của Kim Trướng và Y Nhi phải kêu gọi đình chiến với nhau vào năm 1270 bất chấp lợi ích của Kim Trướng ở Trung Đông và Kavkaz. 

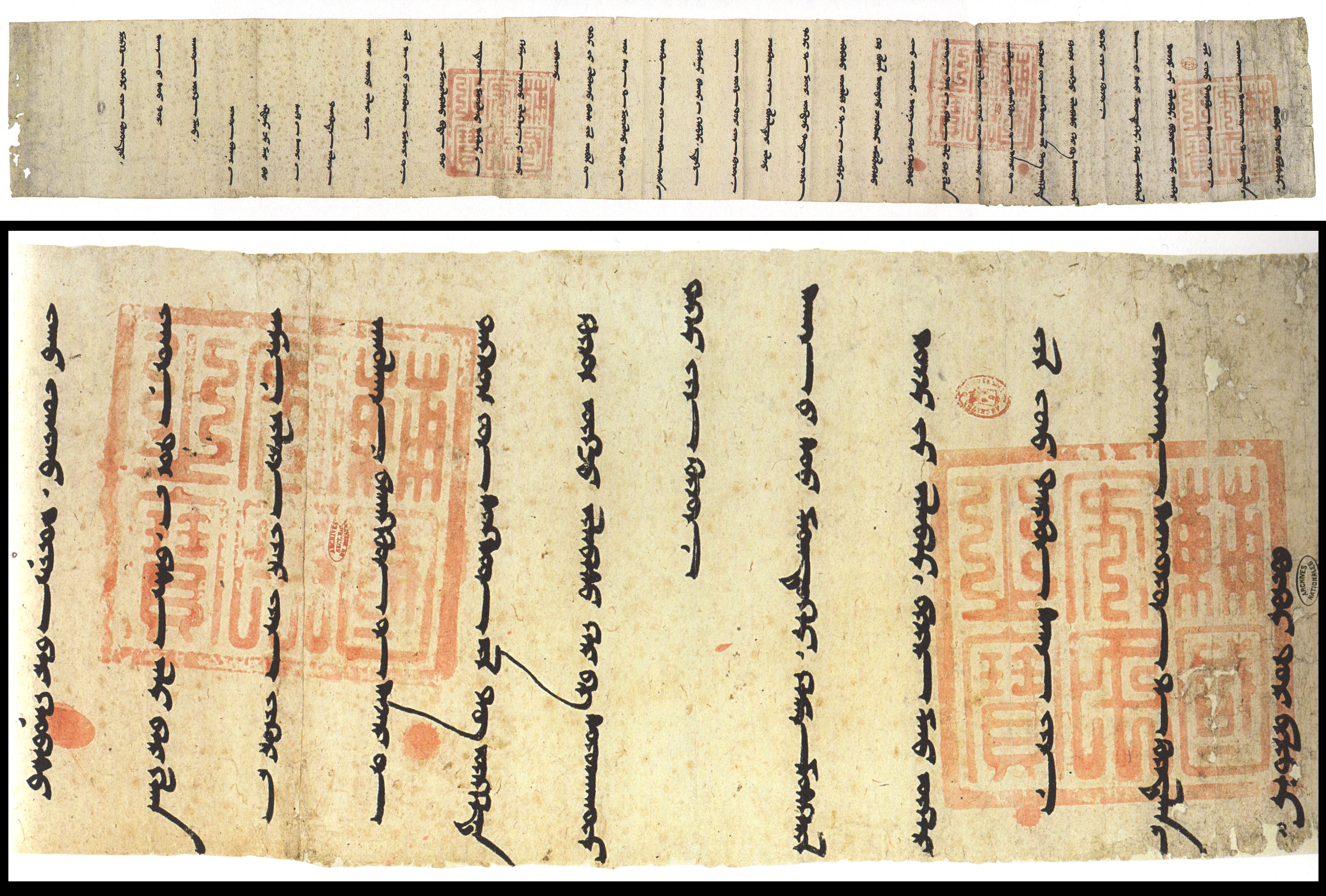
Trích thư của Arghun gửi Philippe IV của Pháp, viết theo chữ Mông Cổ, năm 1289. Lưu trữ quốc gia Pháp.

Năm 1260, Hốt Tất Liệt đã gửi một trong những cố vấn của mình, Hao Ching, đến triều đình của hoàng đế Nam Tống Lý Tông để yêu cầu vua Tống sang chầu Hốt Tất Liệt và ông ta sẽ được trao quyền tự trị. Tống Lý Tông từ chối đáp ứng yêu cầu của ông và giam cầm Hao Ching, chỉ đến khi Hốt Tất Liệt phái một phái đoàn để đòi thả Hao Ching, nhà Tống mới chịu thả con tin.
Hốt Tất Liệt đã gọi hai kỹ sư bao vây của Iraq từ Y Nhi để phá hủy các pháo đài của nhà Tống. Sau khi chiếm được Tương Dương năm 1273, chỉ huy của quân đội Hốt Tất Liệt, Aju và Lưu Tranh, đã đề xuất một chiến dịch cuối cùng để tiêu diệt nhà Tống, và Hốt Tất Liệt đã phong Bá Nhan trở thành chỉ huy tối cao. Ông đã ra lệnh cho Mạnh Đặc Mục điều chỉnh lại cuộc điều tra dân số của Kim Trướng để cung cấp lương thực và con người cho cuộc chinh phục Trung Quốc của ông. Cuộc điều tra dân số đã diễn ra ở tất cả mọi khu vực của Kim Trướng, bao gồm cả Smolensk và Vitebsk vào năm 1274. Ông cũng đã gửi khả hãn Nogai đến Balkan để tăng cường ảnh hưởng của Mông Cổ ở đó.

### Hoàng đế nhà Nguyên

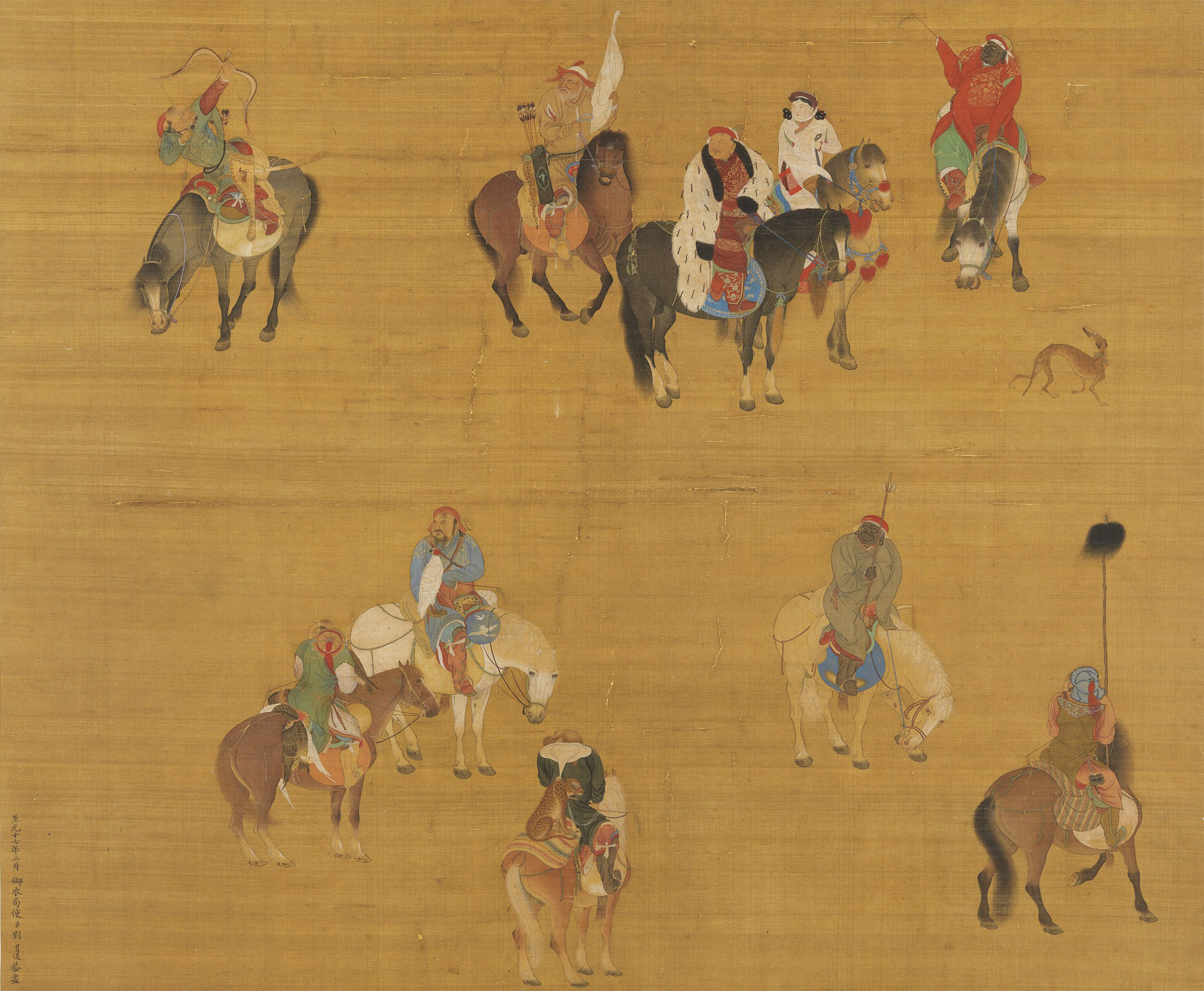
Tranh vẽ Hốt Tất Liệt khi đi săn, của họa sĩ cung đình Lưu Quán Đạo (刘贯道), khoảng năm 1280.

Hốt Tất Liệt chấp nhận các mô hình chính trị và văn hóa Trung Hoa, cố gắng giảm thiểu ảnh hưởng của các lãnh chúa địa phương. Tuy nhiên, do mất niềm tin vào người Hán, ông đã chỉ định người Mông Cổ, người Trung Á, người Hồi giáo và một ít người châu Âu vào các vị trí cao hơn người Hán, dù ông vẫn tiếp tục sử dụng một số cố vấn người Hán như Lưu Bỉnh Trung, Hứa Hành và Diêu Xu.
Năm Chí Nguyên thứ 8 (1271), Hốt Tất Liệt chính thức tuyên bố lập ra nhà Nguyên và đặt kinh đô tại Đại Đô (tiếng Trung: 大都; Wade–Giles: Ta-tu, nghĩa là "kinh đô lớn", ngày nay là Bắc Kinh) hay còn gọi là Hãn Bát Lý (Khanbaliq) vào năm sau đó. Kinh đô mùa hè của ông đặt tại Thượng Đô (tiếng Trung: 上都, nghĩa là "kinh đô trên", hay Xanadu, gần với Đa Luân (多伦) ngày nay). Để thống nhất Trung Quốc, Hốt Tất Liệt bắt đầu một chiến dịch rộng lớn chống lại những lực lượng còn sót lại của Nam Tống vào năm Chí Nguyên thứ 11 (1274) và cuối cùng tiêu diệt Nam Tống vào năm Chí Nguyên thứ 16 (1279), thống nhất toàn bộ Trung Hoa.
Nội Trung Hoa và Mông Cổ được chia thành 10 hành trung thư tỉnh (行中書省) hay hành tỉnh (行省) trong thời kỳ trị vì của ông với 1 hành thượng thư tỉnh và 1 hành thị lang tỉnh đứng đầu. Bên cạnh 10 hành tỉnh là khu vực trung tâm (tiếng Trung: 腹裏 = Phúc Lý), bao gồm phần lớn Hoa Bắc ngày nay, được coi là khu vực quan trọng nhất của nhà Nguyên và do trung thư tỉnh tại Đại Đô trực tiếp quản lý. Ngoài ra, Tây Tạng cũng do một cơ quan cấp cao khác là Tuyên chính viện (tiếng Trung: 宣政院) quản lý trực tiếp.
Ông quản lý điều hành công việc triều chính khá tốt, khuyến khích phát triển kinh tế với việc cho xây dựng lại Đại Vận Hà, sửa chữa các tòa nhà công và mở rộng đường đi lối lại. Tuy nhiên, chính sách đối nội của Hốt Tất Liệt cũng bao gồm một số khía cạnh của các truyền thống Mông Cổ cũ, và trong khi Hốt Tất Liệt tiếp tục công việc trị vì của mình thì những truyền thống này va chạm ngày càng thường xuyên hơn với kinh tế và văn hóa xã hội Trung Hoa truyền thống. Hốt Tất Liệt ra lệnh rằng các thương nhân đối tác của người Mông Cổ phải chịu thuế vào năm 1263 và thành lập Văn phòng Thuế thị trường để giám sát họ vào năm 1268. Sau khi người Mông Cổ chinh phục nhà Tống, các thương nhân đã mở rộng hoạt động của họ sang Biển Đông và Ấn Độ Dương. Năm 1286, thương mại hàng hải được đặt dưới Văn phòng Thuế thị trường. Nguồn doanh thu chính của triều đình là độc quyền sản xuất muối. 

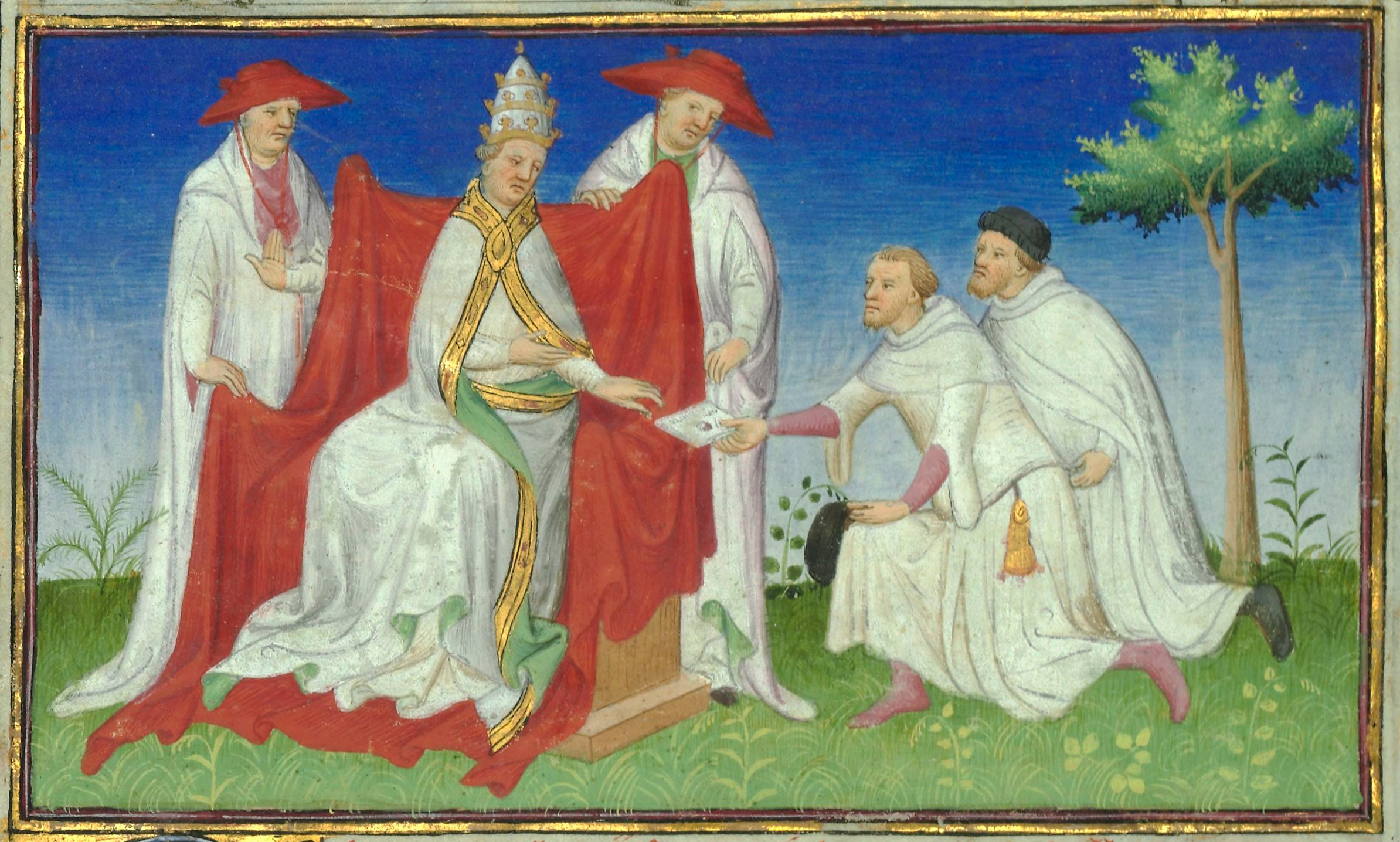
Niccolo và Maffeo Polo chuyển bức thư của Hốt Tất Liệt cho giáo hoàng Gregory X năm 1271.

Năm 1273, ông cho phát hành một loạt mới các giấy bạc được nhà nước bảo đảm, được sử dụng trong khắp đất nước, mặc dù cuối cùng do thiếu các kỹ năng, kỷ luật tài chính và lạm phát đã làm cho bước đi này trở thành thảm họa kinh tế đối với triều đại này trong những năm sau đó. Việc thanh toán được thực hiện bằng tiền giấy gọi là sáo. Để đảm bảo việc sử dụng nó, chính quyền Hốt Tất Liệt đã sung công vàng, bạc từ các cá nhân cũng như từ thương nhân ngoại quốc. Thay vì thế, các thương nhân được nhận giấy bạc do nhà nước ban hành theo tỷ lệ quy đổi. Điều này giải thích tại sao Hốt Tất Liệt được coi là người đầu tiên tạo ra tiền pháp định. Giấy bạc làm cho việc thu thuế và quản lý một đế quốc rộng lớn trở nên dễ dàng hơn trong khi làm giảm chi phí vận chuyển tiền kim loại. Sau này Gaykhatu (Hải Hợp Đô) của hãn quốc Y Nhi cũng có ý định áp dụng hệ thống này tại Ba Tư và Trung Đông, nhưng đã hoàn toàn thất bại và ông này bị ám sát ngay sau đó.

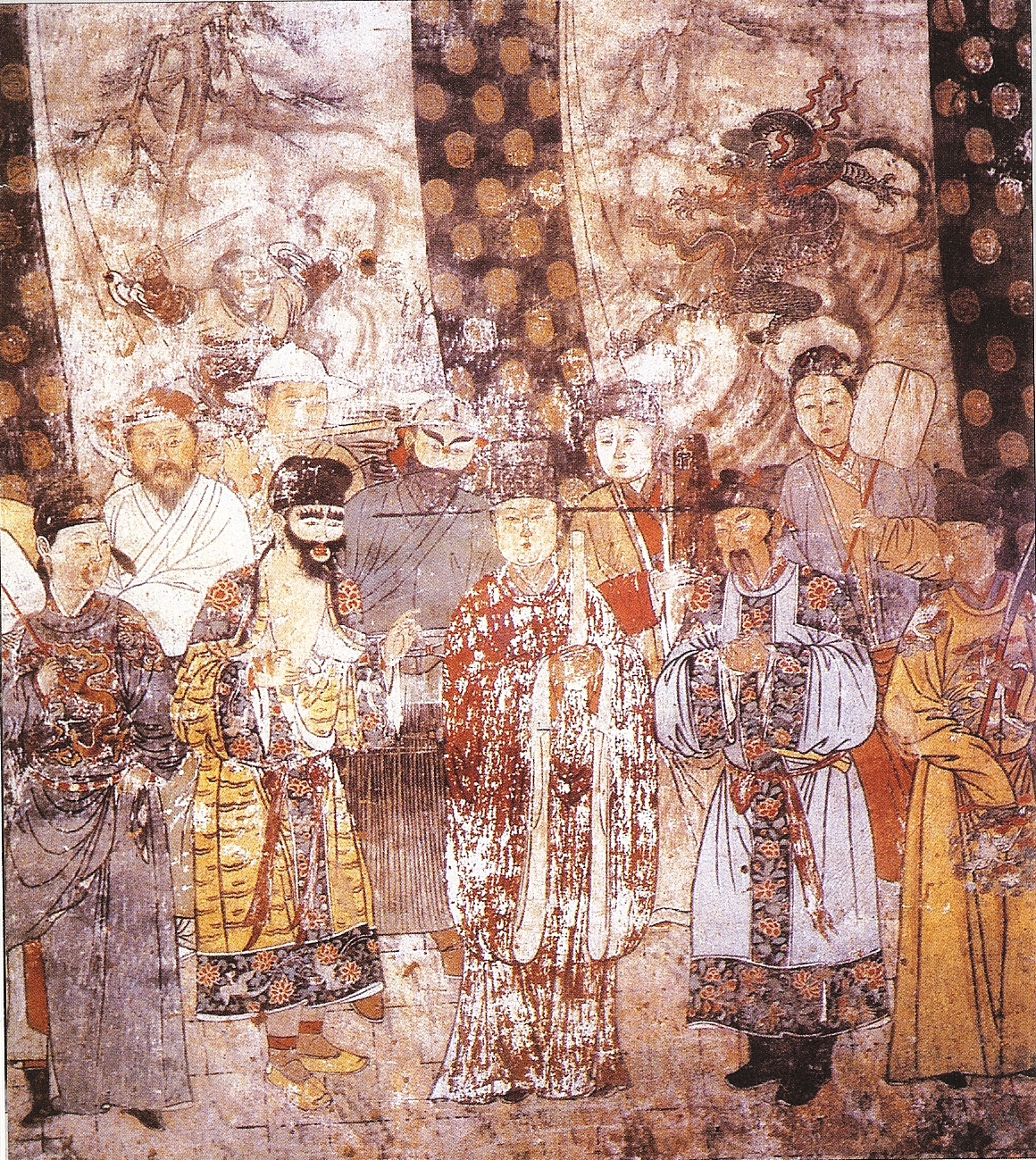
Opera Trung Quốc phát triển mạnh trong thời Nguyên.

Ông cũng cho phát triển các bộ môn nghệ thuật châu Á và chấp nhận những khác biệt về tôn giáo, ngoại trừ khi đề cập tới Đạo giáo. Một số người châu Âu đã từng đặt chân tới đây, đáng chú ý trong số này có Marco Polo trong thập niên 1270, người có thể đã từng nhìn thấy kinh đô mùa hè tại Thượng Đô.
Trong thời Nam Tống, hậu duệ của Khổng Tử tại Khúc Phụ, Công tước Yansheng Kong Duanyou đã trốn chạy về phía nam với nhà Tống đến Cù Châu, trong khi nhà Kim mới thành lập (1115-1234) ở phía bắc bổ nhiệm anh trai của Kong Duanyou là Kong Duancao, người vẫn còn ở Khúc Phụ là Diễn Thánh Công. Từ thời đó cho đến thời Nguyên, có hai Diễn Thánh Công, một lần ở phía bắc ở Khúc Phụ và người kia ở phía nam tại Cù Châu. Một lời mời quay trở lại Khúc Phụ đã được Hốt Tất Liệt gửi đến Diễn Thánh Công ở Giang Nam Khổng Chu. Tiêu đề đã bị lấy đi khỏi chi nhánh phía nam sau khi Khổng Chu từ chối lời mời, vì vậy chi nhánh phía bắc của gia đình giữ danh hiệu Diễn Thánh Công. Chi nhánh phía nam vẫn còn ở Cù Châu nơi họ sống cho đến ngày nay. Con cháu của Khổng Tử ở Cù Châu có số lượng lên đến 30.000.

### Phát triển khoa học và quan hệ với người Hồi giáo

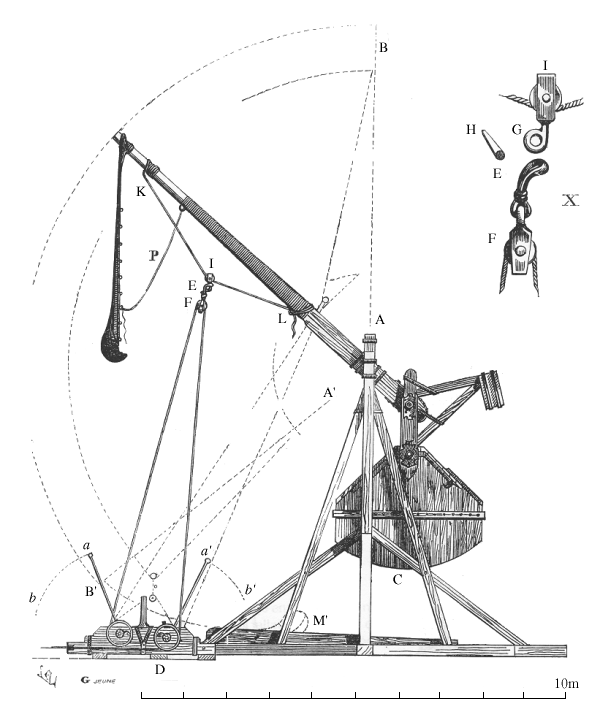
"Hồi Hồi Pháo" (Hui-Hui Pao) đã từng được sử dụng trong trận Tương Dương (1267-1273).

Ba mươi người Hồi giáo đã phục vụ như các quan chức cao cấp trong triều đình của Hốt Tất Liệt. Tám trong số mười hai khu hành chính của triều đại có các thống đốc Hồi giáo do ông bổ nhiệm. Trong số các thống đốc Hồi giáo có Sayyid Ajjal Shams al-Din Omar, người trở thành quan cai trị của Vân Nam. Ông là một người đàn ông thông thái trong các truyền thống Nho giáo và Đạo giáo và được cho là đã truyền bá đạo Hồi giáo ở Trung Quốc. Các viên quan khác là Nasr al-Din (Vân Nam) và Mahmud Yalavach (kinh đô nhà Nguyên).
Hốt Tất Liệt bảo trợ các học giả và nhà khoa học Hồi giáo, và các nhà thiên văn Hồi giáo đã đóng góp vào việc xây dựng đài thiên văn ở Thiểm Tây. Các nhà thiên văn học như Jamal ad-Din đã giới thiệu 7 công cụ và khái niệm mới cho phép điều chỉnh lịch Trung Quốc.
Các nhà vẽ bản đồ Hồi giáo đã tạo ra các bản đồ chính xác của tất cả các quốc gia dọc theo Con đường tơ lụa và ảnh hưởng lớn đến kiến thức của các nhà cai trị và thương nhân triều đại nhà Nguyên.
Các bác sĩ Hồi giáo đã tổ chức các bệnh viện và có viện Y học riêng ở Bắc Kinh và Thượng Hải. Ở Bắc Kinh là "Khoa thương xót" nổi tiếng của Guang Hui Si, nơi dạy về thuốc và phẫu thuật kiểu người Hồi. Các tác phẩm của Avicenna cũng được xuất bản tại Trung Quốc trong thời gian đó.
Các nhà toán học Hồi giáo đã giới thiệu Hình học Euclide, lượng giác hình cầu và chữ số Ả Rập ở Trung Quốc.
Hốt Tất Liệt đưa các kỹ sư Ismail và Al al-Din đến Trung Quốc, và họ cùng nhau phát minh ra vũ khí "Hồi Hồi Pháo" (Hui-Hui Pao), được Kublai Khan sử dụng trong Trận Tương Dương với nhà Tống.

### Đối ngoại

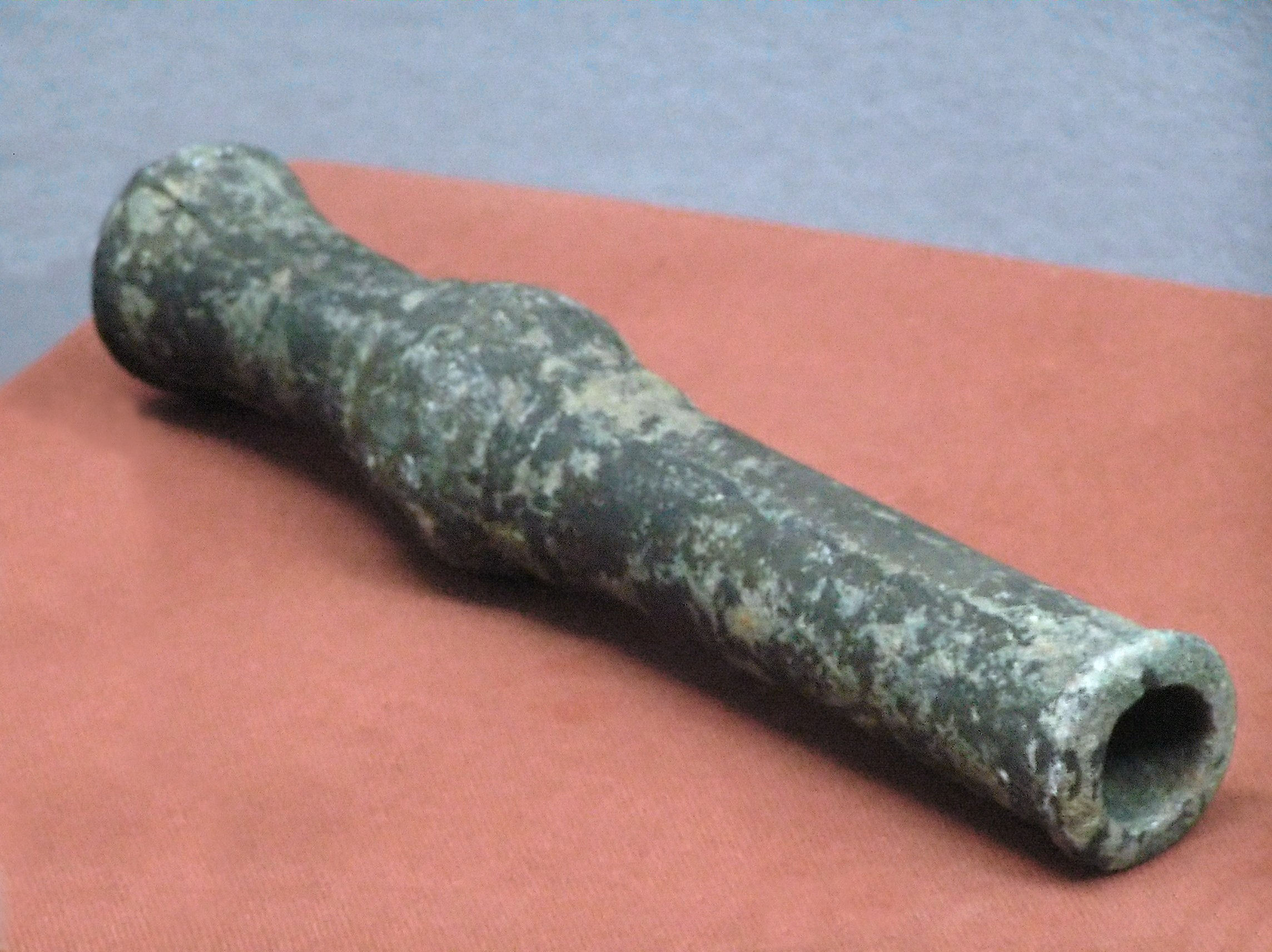
Một khẩu súng thần công của nhà Nguyên

Hốt Tất Liệt buộc nước Cao Ly (Triều Tiên) phải trở thành chư hầu vào năm 1260. Nhà Nguyên giúp Cao Ly Nguyên Tông (원종) bình ổn sự kiểm soát của ông này tại Triều Tiên vào năm 1271. Hốt Tất Liệt cũng có ý định thiết lập mối quan hệ triều cống với các quốc gia khác, nhưng bị cự tuyệt. Dưới áp lực từ các cố vấn người Mông Cổ, Hốt Tất Liệt quyết định xâm lăng Nhật Bản, Myanma, Đại Việt và Java. Ông cũng đã cố gắng chinh phục các vùng đất ngoại vi như Sakhalin, nơi người dân bản địa cuối cùng đã nộp cho người Mông Cổ vào năm 1308. Những cố gắng thất bại và tốn kém này, cùng với sự lưu thông tiền giấy đã gây ra lạm phát. Tuy nhiên, ông cũng đã buộc các lãnh chúa từ tây bắc và đông bắc phải đầu hàng, đảm bảo sự ổn định tại các khu vực này. Từ năm 1273 đến 1276, các cuộc chiến tranh trước nhà Tống và Nhật Bản đã khiến vấn đề tiền giấy mở rộng từ 110.000 ding lên 1.420.000 ding.

#### Sáp nhập Cao Ly
Hốt Tất Liệt đã xâm chiếm Cao Ly (nằm trên Bán đảo Triều Tiên) và biến nó thành một quốc gia chư hầu phụ vào năm 1260. Sau một cuộc can thiệp khác của người Mông Cổ vào năm 1273, Cao Ly đã bị kiểm soát chặt chẽ hơn với nhà Nguyên. Cao Ly trở thành một căn cứ quân sự của người Mông Cổ, và một số mệnh lệnh của chế độ quân chủ đã được thiết lập ở đó. Triều đình của Cao Ly đã cung cấp quân đội nước này và một lực lượng hải quân đi biển cho các chiến dịch quân sự khác của Mông Cổ.

#### Xâm lược Nhật Bản

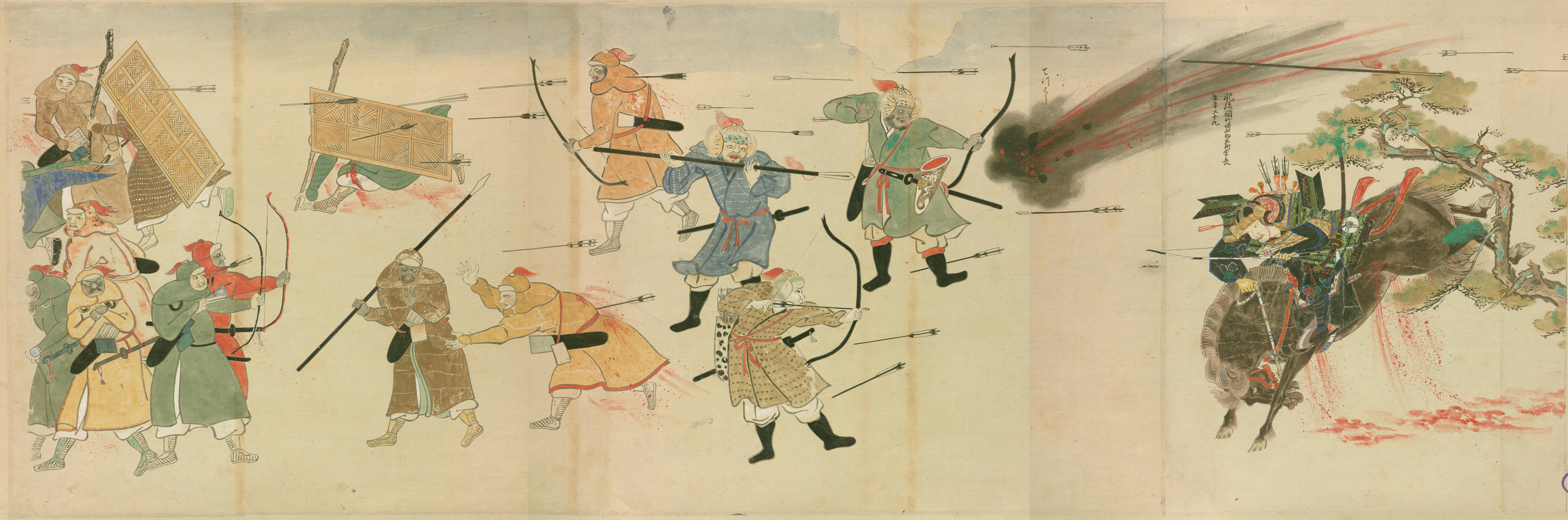
Samurai Suenaga đối mặt với cung tên của người Mông Cổ. Moko Shurai Ekotoba (蒙古襲来絵詞), khoảng năm 1293. (蒙古襲来絵詞)

Hốt Tất Liệt hai lần có ý định xâm chiếm Nhật Bản; tuy nhiên, cả hai lần, người ta tin rằng thời tiết xấu hoặc các lỗi kỹ thuật trong chế tạo tàu thuyền đã phá hủy hạm đội thủy quân của ông. Ý định xâm chiếm thứ nhất diễn ra vào năm 1274, với hạm đội gồm 900 tàu thuyền. Lần xâm chiếm thứ hai diễn ra vào năm 1281, với hạm đội có trên 1.170 thuyền chiến lớn, mỗi chiếc dài tới 73 m (240 ft). Chiến dịch này được tổ chức không tốt và hạm đội của người Triều Tiên đã tới Nhật Bản trước hạm đội của nhà Nguyên khá lâu. Hạm đội được lắp ráp vội vàng và trang bị không kĩ lưỡng để đối phó với các điều kiện hàng hải. Trong tháng mười một, họ đi thuyền vào vùng biển nguy hiểm mà giữa Triều Tiên và Nhật Bản là 110 dặm. Người Mông Cổ dễ dàng chiếm đảo Tsushima khoảng nửa chừng eo biển và sau đó đảo Iki gần Kyushu hơn. Hạm đội Triều Tiên đã đến Vịnh Hakata vào ngày 23 tháng 6 năm 1281 và hạ cánh quân và của họ, nhưng những con tàu từ Trung Quốc không được nhìn thấy. Các lực lượng đổ bộ của Mông Cổ sau đó đã bị đánh bại tại Trận Akasaka và Trận Torikai-Gata.

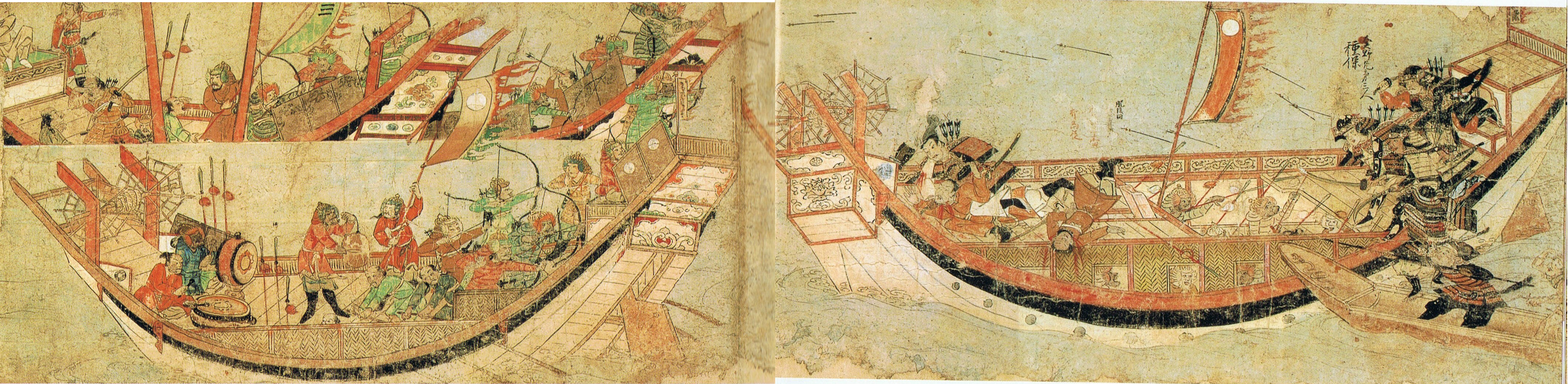
Các chiến binh samurai tập kích tàu quân Nguyên năm 1281.

Tiến sĩ Kenzo Hayashida, một nhà khảo cổ học biển, người đứng đầu nhóm điều tra đã phát hiện ra các mảnh vỡ của hạm đội xâm chiếm lần thứ hai ngoài khơi miền tây Dokdo. Các vật tìm thấy của nhóm này chỉ ra rằng Hốt Tất Liệt rất vội xâm chiếm Nhật Bản và cố gắng xây dựng hạm đội hùng mạnh chỉ trong vòng 1 năm (một công việc mà đúng ra phải mất ít nhất 5 năm). Điều này buộc nhà Nguyên phải sử dụng mọi loại thuyền có thể, từ những thuyền nhỏ chuyên chạy trên sông, nhằm đạt được sự sẵn sàng sớm hơn. Quan trọng nhất, người Trung Quốc, khi đó dưới sự thống trị của Hốt Tất Liệt, buộc phải dựng ra nhiều tàu thuyền nhanh hơn nhằm đảm bảo góp đủ cơ số tàu thuyền cho cả hai lần xâm chiếm. Hayashida giả đinh rằng, nếu Hốt Tất Liệt sử dụng các tàu thuyền đi biển tiêu chuẩn, được chế tạo tốt, với sống thuyền cong để ngăn cản sự lật úp thì thủy quân của ông có thể đã vượt qua được cuộc hành trình dài này tới Nhật Bản và có thể đã có khả năng chiếm được đất nước này.
David Nicolle viết trong The Mongol Warlords rằng "Những mất mát lớn cũng phải gánh chịu khi nói về số thương vong và chi phí vô ích, trong khi huyền thoại về sự bất khả chiến bại của người Mông Cổ đã bị tiêu tan trong khu vực Đông Á". Ông cũng viết rằng Hốt Tất Liệt đã có ý định xâm chiếm lần thứ ba vào Nhật Bản, cho dù phải trả một giá đắt khủng khiếp cho nền kinh tế cũng như cho tiếng tăm của ông và của đội quân Mông Cổ thiện chiến trong 2 lần xâm lược đầu tiên và chỉ có cái chết của ông cùng sự nhất trí của các cố vấn về việc không xâm chiếm nữa mới ngăn được ý định lần thứ ba này.
Năm 1293, thủy quân nhà Nguyên bắt được 100 người Nhật từ Okinawa.

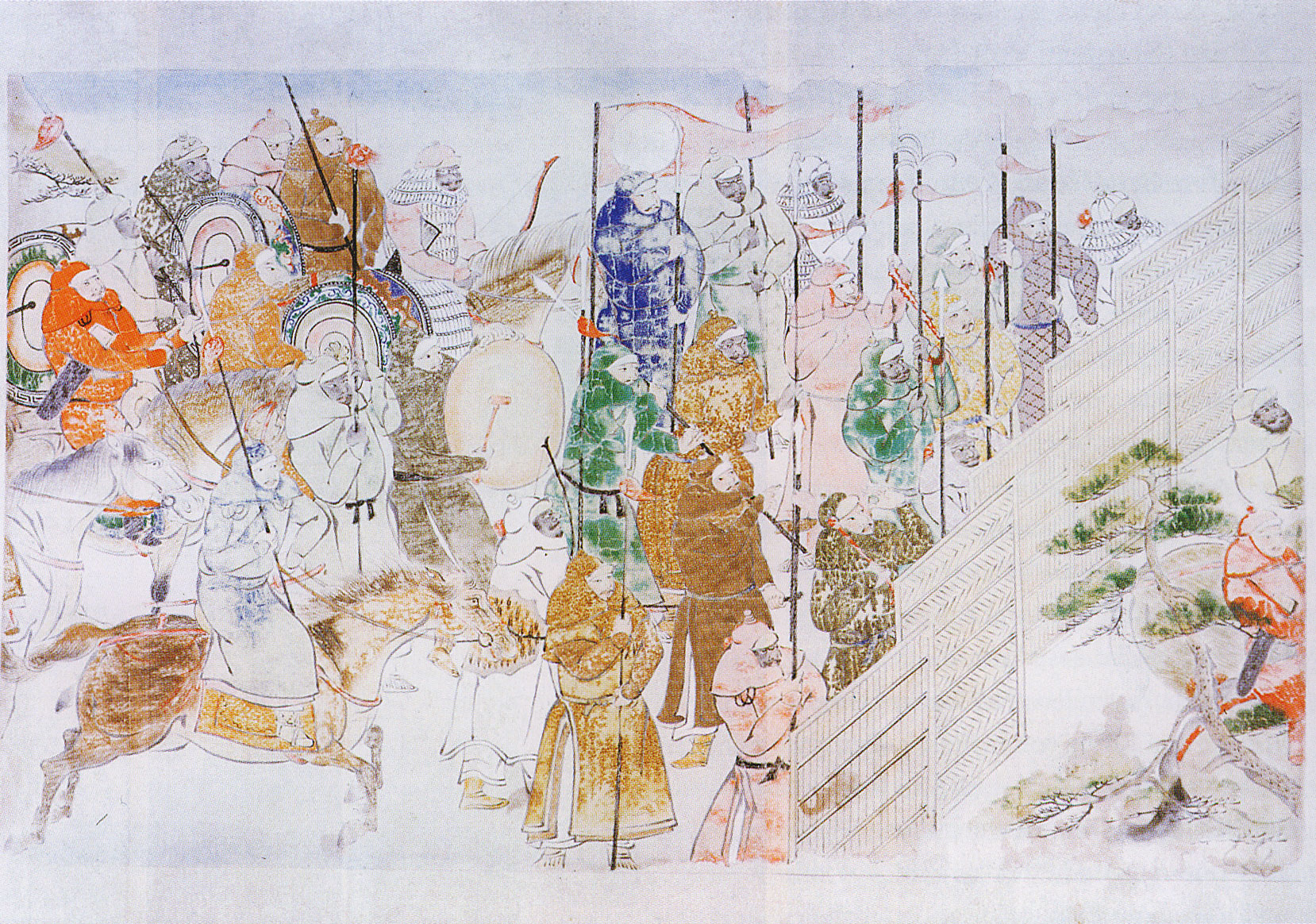
Lính Mông Cổ, chiến dịch thứ hai
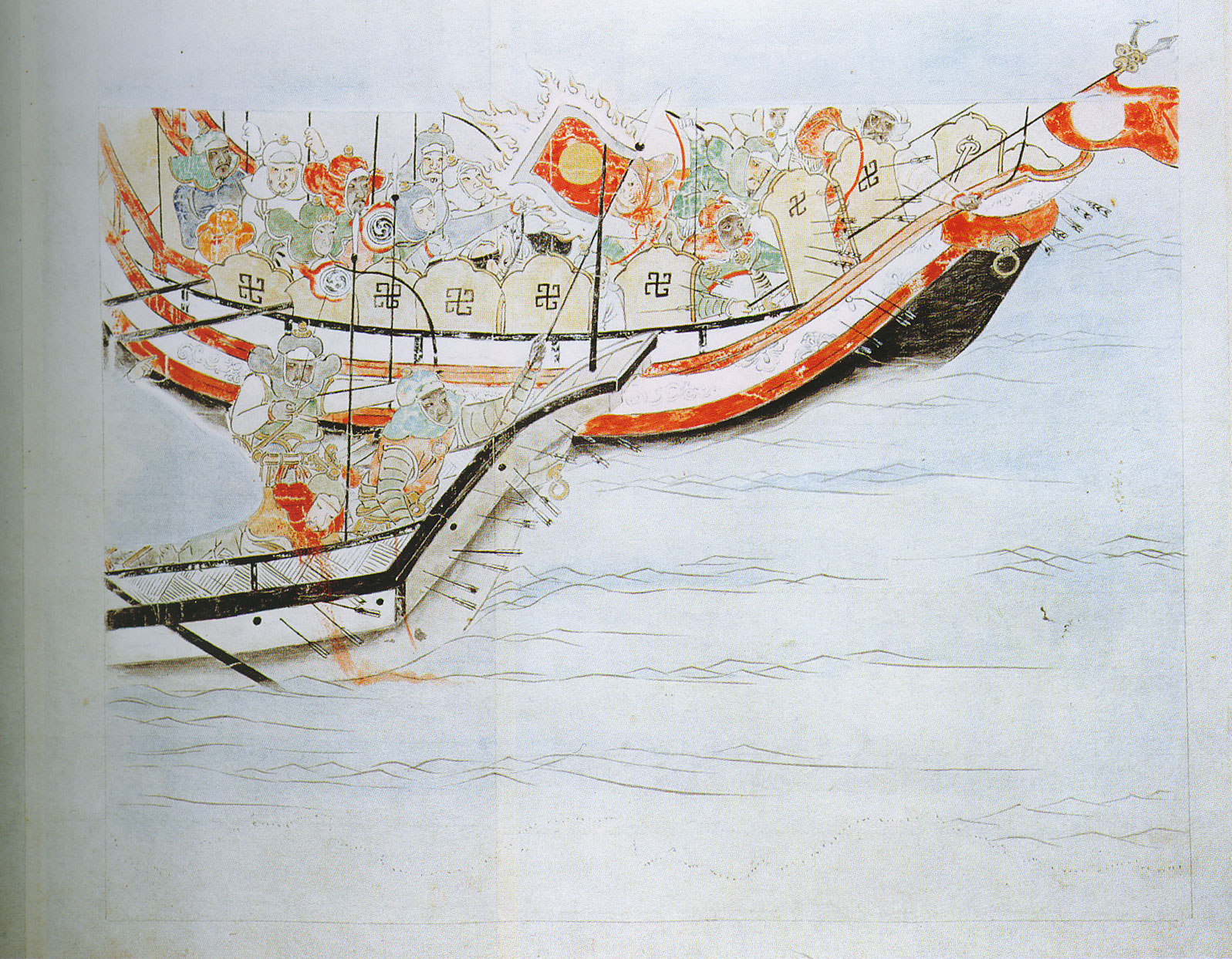
Tàu chiến Mông Cổ, chiến dịch thứ hai

#### Xâm lược Đại Việt
Quân đội nhà Nguyên cũng ba lần xâm chiếm Đại Việt. Lần xâm chiếm đầu tiên (lần thứ hai của đế quốc Mông Cổ) bắt đầu vào tháng 12 âm lịch năm 1284 khi quân đội Mông Cổ dưới sự chỉ huy của Trấn Nam vương Thoát Hoan (con trai thứ chín của Hốt Tất Liệt) và A Lý Hải Nha, vượt qua biên giới và nhanh chóng chiếm được Thăng Long (nay là Hà Nội) vào đầu tháng 1 âm lịch năm 1285 sau thắng lợi của đội quân do Ô Mã Nhi chỉ huy tại Vạn Kiếp và Phả Lại (đông bắc Thăng Long). Cùng thời gian đó, đội quân do Toa Đô chỉ huy sau khi tấn công Chiêm Thành bằng đường qua Lão Qua cũng di chuyển về phía bắc và nhanh chóng tiến tới Nghệ An (phía bắc miền Trung Việt Nam ngày nay) vào cuối tháng 1 âm lịch, tại đây đội quân nhà Trần dưới sự chỉ huy của Trần Kiện nhanh chóng đầu hàng. Tháng 2 âm lịch, Trần Bình Trọng đánh quân Nguyên tại bãi Đà Mạc, bị thua và bị giết. Tháng 3 âm lịch, Trần Lộng, Trần Ích Tắc và gia thuộc cũng đầu hàng quân Nguyên. Tuy nhiên, hai vua Trần và Quốc công tiết chế Hưng Đạo vương Trần Quốc Tuấn đã thay đổi chiến thuật từ phòng ngự sang phản công và một lần nữa đánh bại quân Mông Cổ. Tháng 4 âm lịch, tướng Trần Nhật Duật giành thắng lợi trong trận Hàm Tử (nay thuộc tỉnh Hưng Yên). Tháng 5 âm lịch, tướng Trần Quang Khải đánh bại Toa Đô tại Chương Dương (nay thuộc Hà Nội) và sau đó các vua Trần đã giành thắng lợi trong trận chiến lớn tại Tây Kết nơi Toa Đô bị giết chết. Ô Mã Nhi trốn qua cửa sông Thanh Hoá, hai vua Trần đuổi theo nhưng không kịp, bắt được hơn 5 vạn dư đảng đem về, Ô Mã Nhi chỉ còn một chiếc thuyền vượt biển trốn thoát. Trong khi đó, đội quân của Thoát Hoan và Lý Hằng bị Trần Hưng Đạo đánh bại tại Vạn Kiếp, phải bỏ chạy về Tư Minh. Lý Hằng bị xạ tiễn bắn chết còn Thoát Hoan phải chui vào ống đồng mới thoát được. Hốt Tất Liệt đã thất bại trong cố gắng đầu tiên của mình nhằm xâm chiếm Đại Việt.
Lần xâm chiếm thứ hai vào Đại Việt của quân đội nhà Nguyên diễn ra vào cuối năm 1287 và được tổ chức tốt hơn so với lần trước, với việc đưa vào lực lượng thủy quân lớn hơn và nhiều lương thực thực phẩm hơn. Quân đội Mông Cổ, dưới sự chỉ huy của Thoát Hoan, tiến tới Vạn Kiếp và hội quân tại đây với quân đội của Ô Mã Nhi và quân Nguyên cũng nhanh chóng giành được thắng lợi ban đầu rồi xuôi dòng về phía đông. Thủy quân của nhà Nguyên nhanh chóng giành được thắng lợi tại Vân Đồn (thuộc tỉnh Quảng Ninh ngày nay) nhưng thuyền chở lương thực, thực phẩm nặng nề đi sau lại bị tướng Trần Khánh Dư đánh tan. Kết quả là quân Mông Cổ tại Thăng Long bị thiếu lương thực, thực phẩm trầm trọng. Không có lương thực, thực phẩm tiếp tế, Thoát Hoan buộc phải rút quân khỏi Thăng Long về Vạn Kiếp. Các nhóm bộ binh của nhà Trần được lệnh tấn công quân đội Mông Cổ tại Vạn Kiếp.
Đầu tháng 3 âm lịch năm 1288 thủy quân của Ô Mã Nhi tiến tới sông Bạch Đằng để đón thuyền lương do Trương Văn Hổ chỉ huy. Một đội thủy quân nhỏ của Đại Việt ra khiêu chiến và nhanh chóng rút lui để nhử thủy quân nhà Nguyên vào bãi cọc nhọn. Quân Nguyên trúng kế và rơi vào trận địa mai phục sẵn của Đại Việt. Hàng nghìn thuyền nhẹ của Đại Việt từ hai bên bờ nhanh chóng xuất hiện, tấn công dữ dội và đánh tan sức kháng cự từ quân Nguyên. Quân đội Mông Cổ cố gắng rút lui ra biển trong sự hoảng loạn. Bị va phải cọc, thuyền của họ bị vỡ hay mắc kẹt, nhiều thuyền bị chìm. Quân Nguyên phải nhảy xuống sông để bơi vào bờ, bị chết đuối rất nhiều. Các tướng như Áo Lỗ Xích, Ô Mã Nhi, Tích Lệ Cơ Ngọc, Sầm Đoàn, Phàn Tiếp v.v bị bắt sống. Cùng thời gian đó, quân đội Đại Việt liên tục tấn công và đánh tan đội quân của Thoát Hoan trên đường rút chạy qua Lạng Sơn. Cố gắng lần hai của Hốt Tất Liệt trong việc xâm chiếm Đại Việt cũng tan thành mây khói.
Mặc dù các thất bại này đã kết thúc giấc mơ của Hốt Tất Liệt trong việc mở rộng lãnh thổ về phía nam, đặc biệt nhằm để kiểm soát con đường gia vị. Tuy nhiên trong giai đoạn 1288-1293, các quốc gia như Đại Việt, Chiêm Thành và Sukhothai đều lần lượt công nhận uy quyền tối cao của Hốt Tất Liệt để tránh xảy ra chiến tranh thêm nữa.

#### Xâm lược Miến Điện và Java

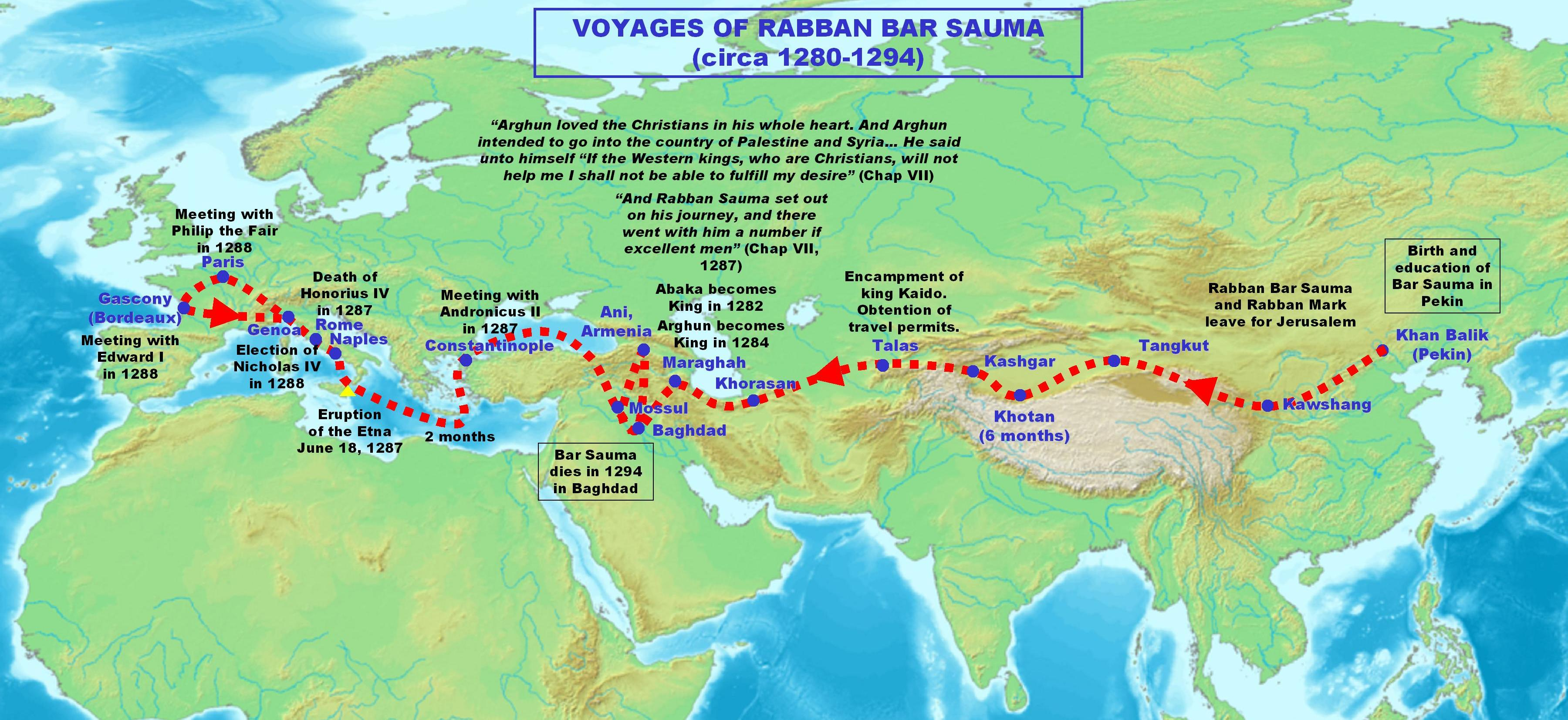
Rabban Bar Sauma, sứ giả của Hốt Tất Liệt và Arghun của Y Nhi, đã đi từ Đại Đô đến Rome, Tuscany, Genova, Paris và Bordeaux để gặp gỡ các nhà cai trị châu Âu vào năm 1287-1288.

Ba cuộc viễn chinh đánh Miến Điện, vào năm 1277, 1283 và 1287, đã đưa lực lượng Mông Cổ đến Đồng bằng sông Irrawaddy, sau đó họ chiếm được Bagan, kinh đô của triều Pagan và thành lập chính quyền của họ. Hốt Tất Liệt phải bằng lòng với việc thiết lập một sự tuyệt đối chính thức, nhưng cuối cùng Pagan đã trở thành một quốc gia triều cống, gửi các triều cống đến kinh đô nhà Nguyên cho đến khi quân Mông Cổ bị trục xuất khỏi Trung Quốc vào những năm 1360. Lợi ích của người Mông Cổ trong các lĩnh vực này là mối quan hệ thương mại và phụ lưu.
Trong những năm cuối cùng của triều đại, Hốt Tất Liệt đã phát động một cuộc viễn chinh chinh phạt hải quân gồm 20-30.000 người đánh Singhasari trên Java (1293), nhưng lực lượng Mông Cổ xâm lược đã buộc phải rút lui bởi Majapahit sau khi tổn thất đáng kể hơn 3000 quân. Tuy nhiên, đến năm 1294, năm Hốt Tất Liệt qua đời, các vương quốc Thái Lan bao gồm Sukhothai và Chiang Mai đã trở thành các quốc gia chư hầu của nhà Nguyên.

#### Quan hệ với châu Âu

Hốt Tất Liệt hỗ trợ tài chính cho gia đình Polo.

Dưới thời Hốt Tất Liệt, liên hệ trực tiếp giữa Đông Á và Châu Âu đã được thiết lập, nhờ sự kiểm soát của Mông Cổ đối với các tuyến thương mại trung tâm châu Á và được tạo điều kiện bởi sự hiện diện của các dịch vụ bưu chính hiệu quả. Vào đầu thế kỷ 13, người châu Âu và Trung Á - thương nhân, khách du lịch và nhà truyền giáo của các quốc gia khác nhau - đã đến Trung Quốc. Sự hiện diện của sức mạnh Mông Cổ cho phép một số lượng lớn người Trung Quốc, có ý định chiến tranh hoặc buôn bán, đi đến các bộ phận khác của Đế quốc Mông Cổ, đến tận Nga, Ba Tư và Lưỡng Hà.

## Dời đô

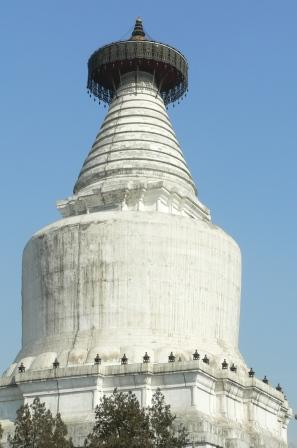
Bảo tháp trắng của Đại Đô (hay Khanbaliq; nay thuộc Bắc Kinh)

Sau khi Hốt Tất Liệt tuyên bố là Khả hãn ở Thượng Đô vào ngày 5 tháng 5 năm 1260, ông bắt đầu tổ chức lại đất nước. Zhang Wenqian, một quan chức chính phủ trung ương, được ông gửi vào năm 1260 tới Daming nơi tình trạng bất ổn đã được báo cáo trong dân chúng địa phương. Một người bạn của Zhang, Guo Shoujing, đi cùng anh ta trong nhiệm vụ này. Guo quan tâm đến kỹ thuật, là một chuyên gia thiên văn học và nhà chế tạo nhạc cụ lành nghề, và anh hiểu rằng những quan sát thiên văn tốt phụ thuộc vào các công cụ được chế tạo chuyên nghiệp. Guo bắt đầu chế tạo các dụng cụ thiên văn, bao gồm đồng hồ nước để xác định thời gian và các quả cầu vũ khí chính xác đại diện cho quả cầu thiên thể. Kiến trúc sư Turkestan Ikhtiyar al-Din, còn được gọi là "Igder", đã thiết kế kinh đô cho tân khả hãn, Khanbaliq (Đại Đô, Trung Quốc). Hốt Tất Liệt cũng thuê các thợ thủ công nước ngoài để xây dựng kinh đô mới của mình; một trong số họ, một người Newar tên là Araniko, đã xây dựng Bảo tháp Trắng là công trình kiến trúc lớn nhất ở Khanbaliq /Đại Đô.
Zhang khuyên Hốt Tất Liệt rằng Guo là một chuyên gia hàng đầu về kỹ thuật thủy lực. Hốt Tất Liệt biết tầm quan trọng của việc quản lý nước đối với tưới tiêu, vận chuyển ngũ cốc và kiểm soát lũ lụt, và ông yêu cầu Guo xem xét các khía cạnh này ở khu vực giữa Đại Đô (nay là Bắc Kinh) và Hoàng Hà. Để cung cấp cho Đại Đô một nguồn cung cấp nước mới, Guo đã tìm thấy suối Baifu trên núi Shen và có một kênh dài 30 km (19 mi) được xây dựng để di chuyển nước đến Đại Đô. Ông đề xuất kết nối nguồn cung cấp nước qua các lưu vực sông khác nhau, xây dựng các kênh đào mới có cống để kiểm soát mực nước và đạt được thành công lớn với những cải tiến mà ông đã thực hiện. Hốt Tất Liệt rất hài lòng và yêu cầu Guo thực hiện các dự án tương tự ở các vùng khác của đất nước. Năm 1264, ông ta được yêu cầu đến Cam Túc để sửa chữa những thiệt hại đã gây ra cho các hệ thống thủy lợi trong những năm chiến tranh trong cuộc tiến công của người Mông Cổ trong khu vực. Guo đã đi tuần rộng rãi cùng với người bạn Zhang của mình để ghi chú các công việc cần thực hiện để bỏ chặn các phần bị hư hỏng của hệ thống và để cải thiện hiệu quả của nó. Ông ấy đã gửi báo cáo của mình trực tiếp đến Hốt Tất Liệt.

## Cuối đời

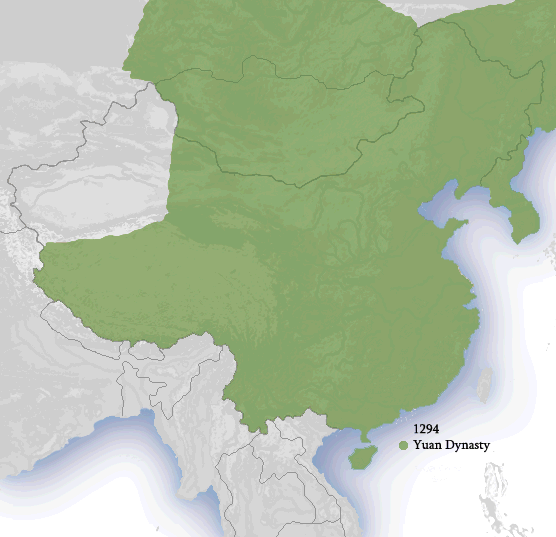
Lãnh thổ nhà Nguyên khi Hốt Tất Liệt chết, năm 1294.

Hốt Tất Liệt đã gửi cháu trai Gammala của mình đến Burkhan Khaldun vào năm 1291 để đảm bảo yêu sách của mình với Ikh Khorig, nơi Thành Cát Tư Hãn được chôn cất, một nơi linh thiêng được bảo vệ bởi chính quyền của ông. Bá Nhan đã kiểm soát Karakorum và đang thiết lập lại quyền kiểm soát các khu vực xung quanh vào năm 1293, do đó, đối thủ Kaidu của Hốt Tất Liệt đã không thử bất kỳ hành động quân sự quy mô lớn nào trong ba năm tới. Từ năm 1293 trở đi, quân đội của Hốt Tất Liệt đã giải phóng lực lượng của Kaidu khỏi Cao nguyên Trung Sibir.
Hốt Tất Liệt ban đầu có ý định đưa con trai thứ hai là Chân Kim (真金) làm người kế vị ông. Chân Kim đã trở thành người đứng đầu của trung thư tỉnh và tích cực điều hành công việc triều chính theo kiểu Nho giáo. Thật không may, Chân Kim chết năm 1285, 9 năm trước khi Hốt Tất Liệt qua đời. Ngoài ra, ái thê của ông Hoàng hậu Sát Tất cũng qua đời trước đó vài năm (năm 1281). Con yêu cùng vợ yêu qua đời trong một thời gian ngắn, cùng với những thất bại của các chiến dịch quân sự ở Đại Việt và Nhật Bản cũng luôn ám ảnh ông, hẳn đã khiến tinh thần Hốt Tất Liệt bị chấn động mạnh mẽ.
Mặt khác, Hốt Tất Liệt cũng bị bệnh gút nặng trong những năm cuối đời do thừa cân quá mức. Ông tăng cân nhanh vì thích ăn các món đặc sản nguồn gốc động vật và uống quá nhiều rượu. Điều này làm gia tăng nhanh lượng purin trong máu của ông, dẫn tới việc làm trầm trọng thêm các vấn đề với bệnh gút và cuối cùng dẫn tới cái chết. Việc ăn uống quá nhiều của ông có thể có liên quan tới cái chết của bà vợ yêu quý nhất của ông cũng như của người ông đã chọn làm người kế vị là Chân Kim, vì điều này có thể đã giúp ông ổn định lại tâm trạng và trở nên thoải mái hơn.
Hốt Tất Liệt chìm vào trầm cảm vì mất người thân, sức khỏe yếu và tuổi tác ngày càng cao. Ông đã thử mọi phương pháp điều trị y tế có sẵn, từ các pháp sư Cao Ly đến các thần y Đại Việt, và các phương thuốc và thuốc men khác, nhưng không có kết quả. Vào cuối năm 1293, hoàng đế đã từ chối tham gia vào lễ đón năm mới truyền thống. Trước khi chết, Hốt Tất Liệt đã chọn con trai của Chân Kim là Thiết Mộc Nhĩ làm Thái tử và ông này đã trở thành vị hoàng đế thứ hai của nhà Nguyên, tức là Nguyên Thành Tông.
Hốt Tất Liệt muốn tìm kiếm một người bạn đồng hành cũ để an ủi ông trong căn bệnh cuối cùng, các triều thần chỉ có thể chọn Bá Nhan, người kém ông hơn 20 tuổi. Sức khỏe của Hốt Tất Liệt ngày càng suy yếu dần, và vào ngày 18 tháng 2 năm 1294, ông qua đời ở tuổi 80. Hai ngày sau, đám tang đã đưa thi hài của ông đến nơi chôn cất của những khả hãn Mông Cổ.

## Nhà thơ

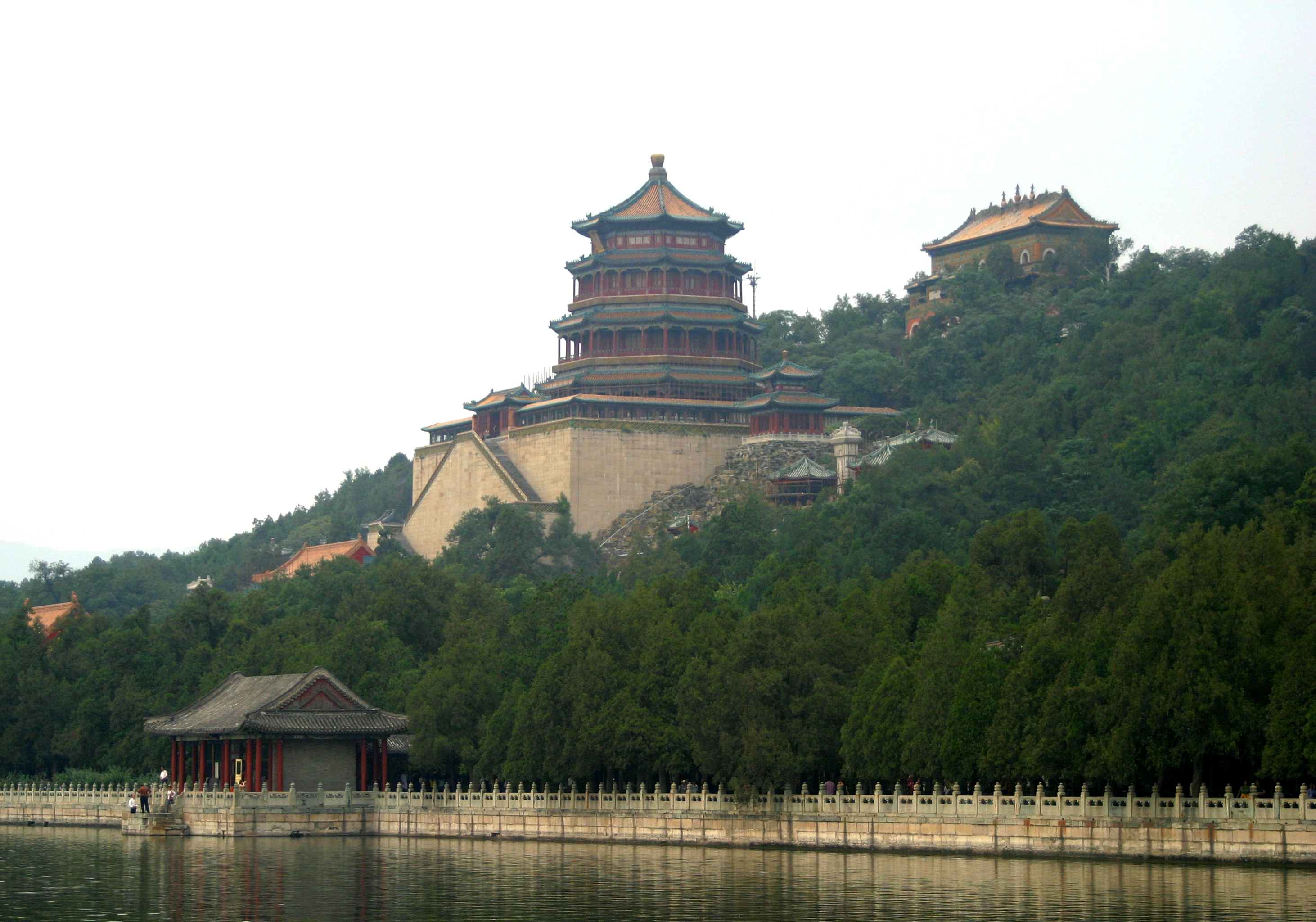
Di Hòa viên ở Bắc Kinh, nơi Hốt Tất Liệt từng sáng tác bài thơ của mình.

Hốt Tất Liệt cũng đã để lại nhiều bài thơ Trung Quốc, mặc dù hầu hết các tác phẩm của ông đã không còn tồn tại. Chỉ có một bài thơ Trung Quốc do ông viết được đưa vào Tuyển tập Thơ nhà Nguyên (元 詩選), có tựa đề 'Cảm hứng được ghi lại khi thưởng thức ngọn núi mùa xuân'. Nó được dịch sang tiếng Mông Cổ bởi học giả người Mông Cổ B.Buyan theo cùng phong cách với thơ ca cổ điển Mông Cổ và được Ya.Ganbaatar phiên âm sang tiếng Cyrillic. Chuyện kể rằng, một lần vào mùa xuân, Hốt Tất Liệt đã đi lễ tại một ngôi chùa Phật giáo tại Cung điện mùa hè ở phía tây Khanbaliq (Bắc Kinh) và trên đường trở về Di Hòa viên (Tumen Nast Uul ở Mông Cổ), nơi ông tràn đầy cảm hứng và viết bài thơ này:
| Cảm hứng được ghi lại trong khi tận hưởng ngọn núi mùa xuân (陟玩春山記興)                                              | Cảm hứng được ghi lại trong khi tận hưởng ngọn núi mùa xuân (陟玩春山記興) | Cảm hứng được ghi lại trong khi tận hưởng ngọn núi mùa xuân (陟玩春山記興) |
| --- | --- | -------------------------------------------------------------------------- |
| 時膺韶景陟蘭峰 不憚躋攀謁粹容 花色映霞祥彩混 壚煙拂霧瑞光重 雨霑瓊干巖邊竹 風襲琴聲嶺際松 淨刹玉毫瞻禮罷 回程仙駕馭蒼龍 | Shí yīng sháo jǐng zhì lán fēng; Bú dàn jī pān yè cuì róng; Huā sè yìng xiá xiáng cǎi hùn; Lú yān fú wù ruì guāng chóng; Yǔ zhān qióng gàn yán biān zhú; Fēng xí qín shēng lǐng jì sōng; Jìng chà yù háo zhān lǐ bà; Huí chéng xiān jià yù cāng lóng. |                                                                            |

| Phiên âm hán việt: Trắc ngoạn xuân sơn ký hứng Thời ưng thiều cảnh trắc lan phong Bất đạn tê phàn yết túy dung Hoa sắc ánh hà tường thái hỗn Lô yên phất vụ thụy quang trùng Vũ triêm quỳnh can nham biên trúc Phong tập cầm thanh lĩnh tế thông Tịnh sát ngọc hào chiêm lễ bãi Hồi trình tiên giá ngự thương long | Dịch nghĩa: Cảm hứng ghi lại khi trèo thưởng ngoạn xuân sơn Gặp buổi cảnh vui trong lòng bèn trèo lên núi hoa lan Chẳng quản trèo, rẽ lối đi ngắm dung nhan Hoa sắc rực rỡ khai sáng trạng thái hỗn mang Khói hương phảng phất như sương thụy khí càng tỏ Mưa thấm hoa quỳnh cùng cây trúc bên núi đá Gió đập tiếng đàn cây thông trên đỉnh núi Chùa thanh tịnh, bút ngọc sau khi đã chiêm bái lễ xong Ta quay về xa giá cưỡi rồng xanh |

Dịch:
| Tiếng Mông Cổ Havar tsagiin nairamduu uliral dor anhilam uulnaa avirlaa Halshralgui orgil deer garaad Altan Nüür dor baraalhchuhui Hüis tsetseg tuyaaran myaralzaad ölziit öngö solongormui Hülisiin utaa hüdenten tunaraad belegt gerel tsatsarmui Hadan deerh has hulsnaa huriin dusal bömbölzönhön Halil davaanii nogoon narsnaa serchigneh salhi högjimdmüi Buddiin süm dor burhnii ömnö hüj örgön ayaarlaad Butsah zamd süih teregnee höh luu hölöglöjühüi | Tiếng Việt Ta leo lên đồi thơm trong mùa xuân thân thiện Không nản lòng ta leo lên đỉnh và gặp Mặt Vàng Hoa tỏa ánh sáng rực rỡ và màu sắc tốt lành lấp lánh như cầu vồng Khói hương tỏa ra như sương mù và một ánh sáng may mắn tỏa ra Hạt mưa giống như bong bóng trên những cây tre ngọc bích ở rìa tảng đá lớn Gió thổi một bài hát giữa những cây thông xanh ở đèo Trước tượng phật trong chùa ta đã tiến hành lễ dâng hương Và trên đường về, ta cưỡi một con rồng xanh trong cỗ xe hoàng gia. |

## Di sản

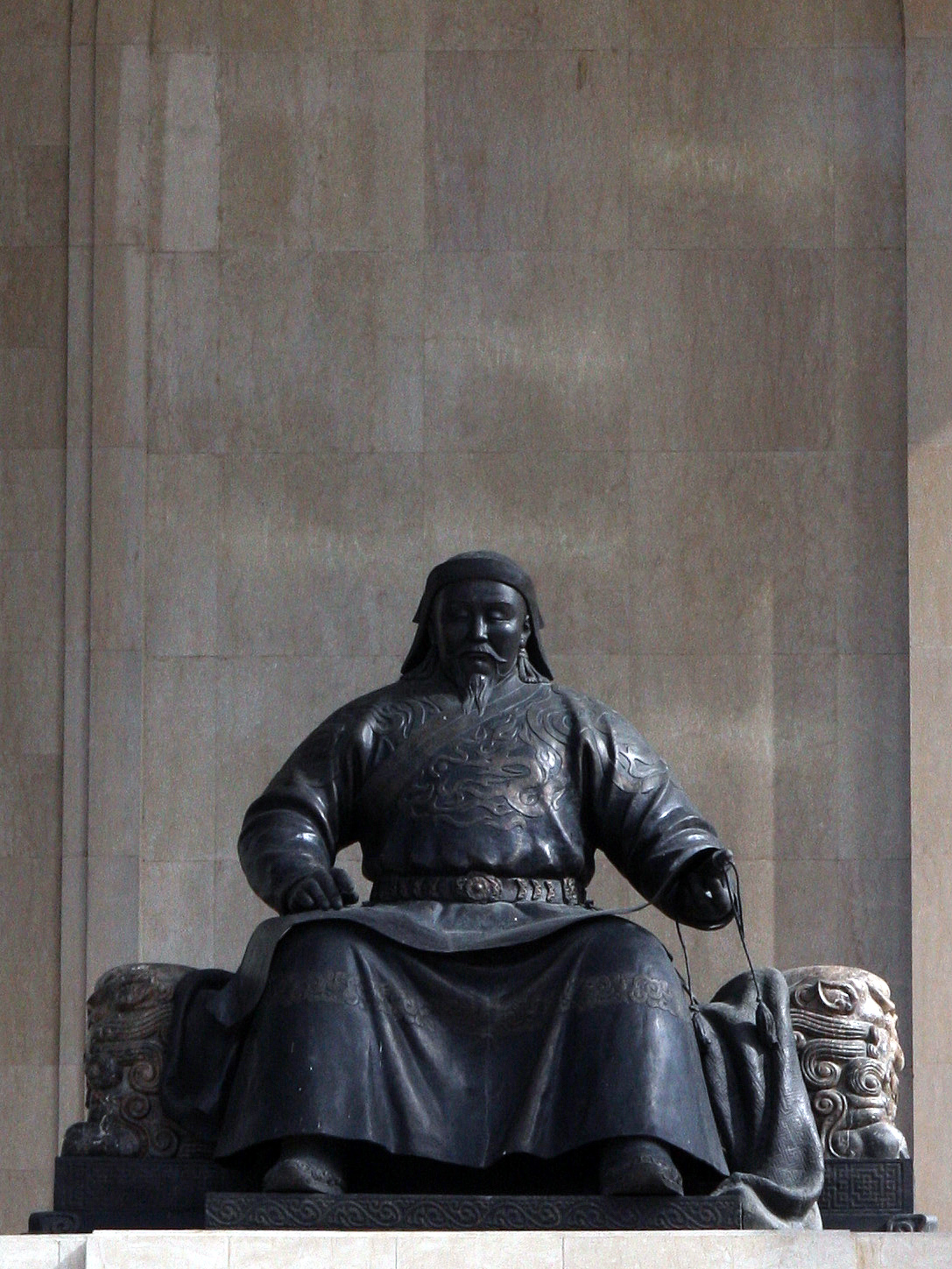
Tượng của Hốt Tất Liệt ở quảng trường Sükhbaatar, Ulaanbaatar. Cùng với tượng của Oa Khoát Đài, và Thành Cát Tư Hãn lớn hơn, nó tạo thành một quần thể tượng dành riêng cho Đế quốc Mông Cổ.

Sự chiếm đoạt quyền lực của Hốt Tất Liệt vào năm 1260 đã đẩy Đế quốc Mông Cổ sang một hướng mới. Bất chấp cuộc tranh ngôi báu gây tranh cãi của ông, đã thúc đẩy sự mất đoàn kết của người Mông Cổ, việc Hốt Tất Liệt sẵn sàng chính thức hóa mối quan hệ cộng sinh của vương quốc Mông Cổ với Trung Quốc đã khiến Đế quốc Mông Cổ được quốc tế chú ý. Các cuộc chinh phạt của Hốt Tất Liệt và những người tiền nhiệm của ông chủ yếu chịu trách nhiệm tái tạo một Trung Quốc thống nhất, mạnh mẽ về quân sự. Sự cai trị của người Mông Cổ ở Tây Tạng, Mãn Châu và thảo nguyên Mông Cổ từ một kinh đô ở Bắc Kinh hiện đại là tiền lệ cho Đế quốc Nội Á của triều đại nhà Thanh sau này.

## Gia quyến

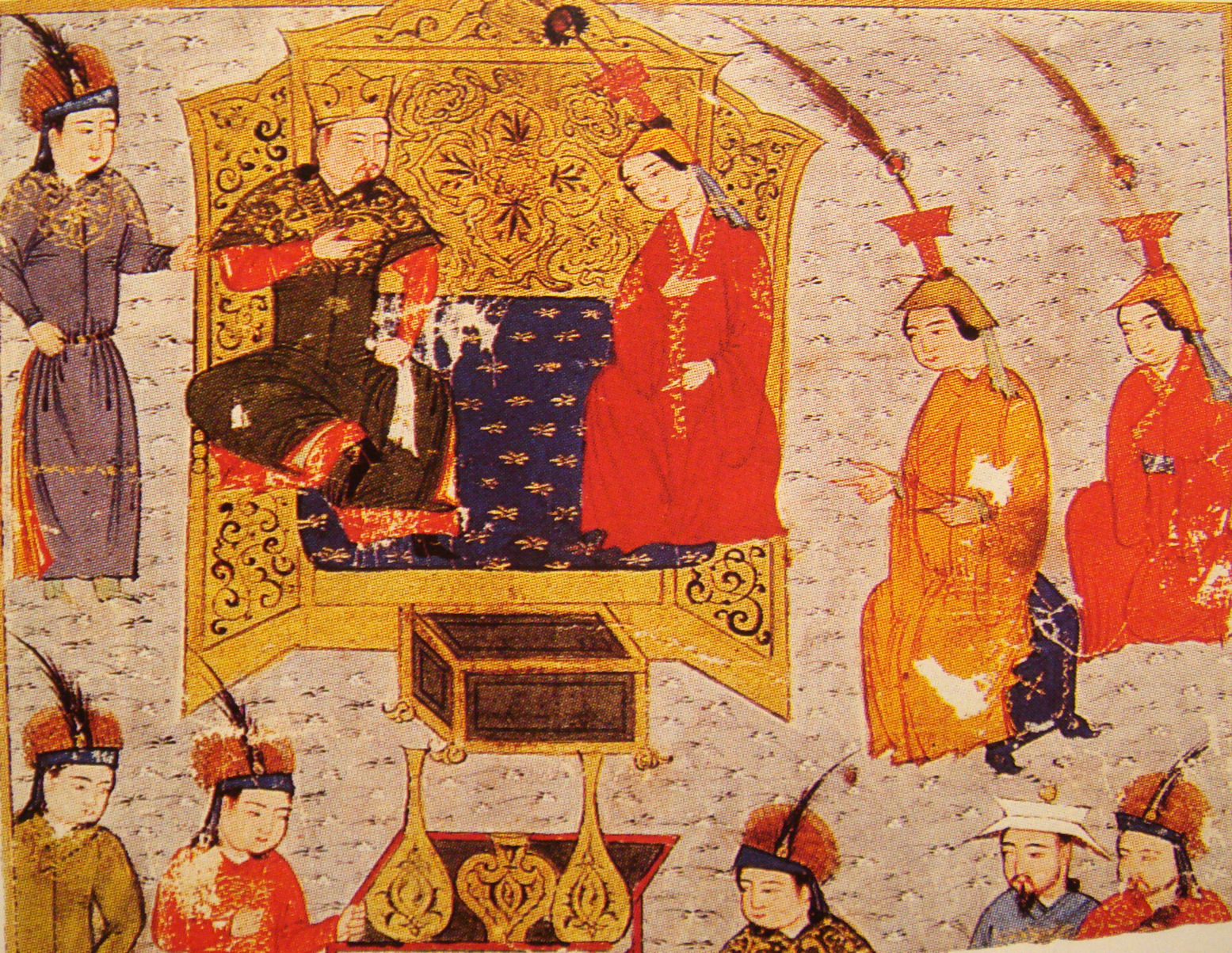
Tranh vẽ Đà Lôi cùng vợ Toa Lỗ Hòa Thiếp Ni.

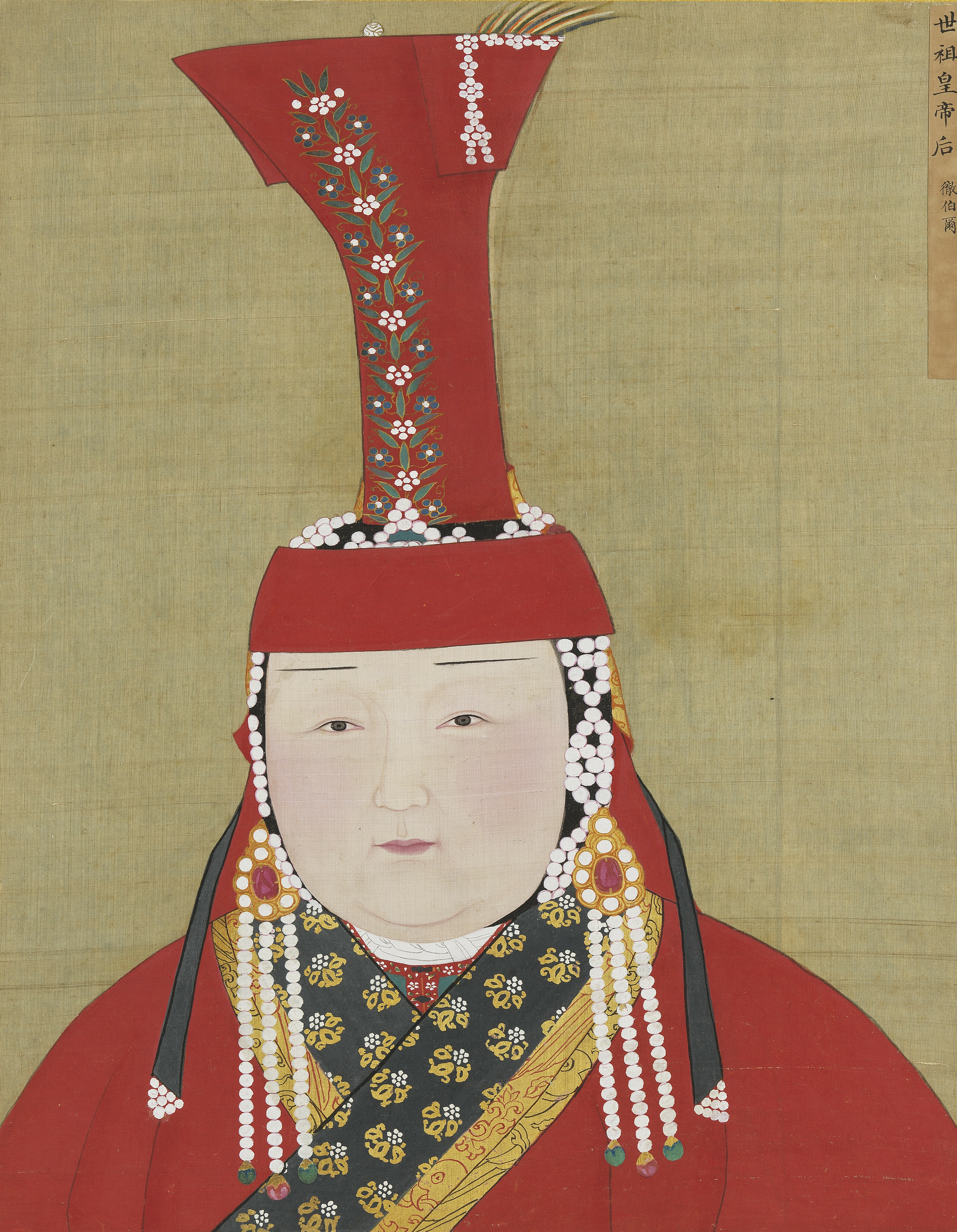
Chân dung Hoàng hậu Sát Tất.

- Thân phụ: Đà Lôi, miếu hiệu Duệ Tông (睿宗), thụy hiệu Nhân Thánh Cảnh Tương hoàng đế (仁圣景襄皇帝).
- Thân mẫu: Toa Lỗ Hòa Thiếp Ni (唆鲁禾帖尼), thụy hiệu Hiển Ý Trang Thánh hoàng hậu (显懿庄圣皇后).
- Anh em:

1. Đại ca: Mông Kha, anh cả cùng mẹ, sau được truy tặng làm Nguyên Hiến Tông (元宪宗).
2. Nhị ca: Hốt Đổ Đô (忽睹都).
3. Tam ca và Ngũ đệ không biết tên.
4. Lục đệ: Húc Liệt Ngột, Đại Hãn của Hãn quốc Y Nhi.
5. Thất đệ: A Lý Bất Ca, tranh chấp giành lấy quyền lực Đại Hãn.
6. Bát đệ: Bát Xước (拨绰).
7. Cửu đệ: Mạt Ca (末哥).
8. Thập đệ: Tuế Ca Đô (岁哥都).
9. Thập nhất đệ: Tuyết Biệt Đài (雪别台).

- Chị em:

1. Độc Mộc Can (独木干), phong Triệu Quốc công chúa (赵国公主), hạ giá Niếp Cổ Đài, Sát Hốt.
2. Dã Tốc Bất Hoa (也速不花), phong Lỗ Quốc công chúa (鲁国公主), hạ giá Oát Trần.
3. Tiết Chỉ Can (薛只干), phong Lỗ Quốc công chúa, hạ giá Giáp Nạp Trần (em trai Oát Trần).

- Thê thiếp:

1. Đại hoàng hậu: Thiếp Cổ Luân (帖古伦).
2. Đệ nhị Oát nhĩ đóa:
  1. Hoàng hậu Sát Tất, Hoằng Cát Lạt thị, lập năm 1260, mất 1281, thụy hiệu Chiêu Duệ Thuận Thánh hoàng hậu (昭睿顺圣皇后).
  2. Hoàng hậu Nam Tất, Hoằng Cát Lạt thị, lập năm 1283.
3. Đệ tam Oát nhĩ đóa:
  1. Hoàng hậu Tháp Lạt Hải (塔剌海).
  2. Hoàng hậu Nô Hãn (奴罕).
4. Đệ tứ Oát nhĩ đóa:
  1. Hoàng hậu Bá Yếu Ngột Chân (伯要兀真).
  2. Hoàng hậu Khoát Khoát Luân (阔阔伦).
5. Khác:
  1. Hoàng hậu Tốc Ca Đáp Tư (速哥答思).
  2. Phi Bát Bát Hãn (八八罕).
  3. Phi Tát Bất Hốt (撒不忽).

### Hậu duệ
Hoàng tử
1. Đóa Nhân Chỉ (朵儿只), mất sớm, mẹ Hoàng hậu Sát Tất.
2. Chân Kim (真金), mẹ Hoàng hậu Sát Tất. Năm 1273 lập làm Thái tử. Mất năm 1286.
3. Mang Ca Lạt (忙哥剌), mẹ Hoàng hậu Sát Tất, tước An Tây vương (安西王).
4. Na Mộc Hãn (那木罕), mẹ Hoàng hậu Sát Tất, tước Bắc An vương (北安王).
5. Hốt Ca Xích (忽哥赤), mẹ không rõ, tước Vân Nam vương (雲南王).
6. Ái Nha Xích (爱牙赤), mẹ không rõ.
7. Áo Đô Xích (奥都赤), mẹ không rõ, tước Tây Bình vương (西平王).
8. Khoát Khoát Xuất (阔阔出), mẹ không rõ, tước Ninh vương (宁王).
9. Thoát Hoan, mẹ không rõ, tước Trấn Nam vương (镇南王).
10. Hốt Đô Lỗ Thiếp Mộc Nhân (忽都鲁帖木儿), mẹ không rõ.
11. Thiết Miệt Xích (铁蔑赤), mẹ Hoàng hậu Nam Tất.

Hoàng nữ
1. Nguyệt Liệt (月烈), phong Triệu Quốc đại trưởng công chúa (赵国大长公主), hạ giá lấy Triệu Vũ Tương vương Ái Bất Hoa (爱不花).
2. Ngô Lỗ Chân (吾鲁真), phong Xương Quốc công chúa (昌国公主), hạ giá lấy Bột Hoa (孛花).
3. Trà Luân (茶伦), phong Xương Quốc đại trưởng công chúa (昌国大长公主), hạ giá lấy Thiếp Giam Can (帖监干).
4. Hoàn Trạch (完泽), phong Lỗ Quốc trưởng công chúa (鲁国长公主), hạ giá lấy Oát La Chân (斡罗真).
5. Nang Gia Chân (囊家真), phong Lỗ Quốc đại trưởng công chúa (鲁国大长公主), hạ giá lấy con trai của Thiết Mộc Nhân Man (铁木儿蛮).
6. Hốt Đô Lỗ Kiên Mễ Thất (忽都魯揭里迷失), phong Tề Quốc đại trưởng công chúa (齐国大长公主), hạ giá lấy Cao Ly Trung Liệt Vương.
7. Bột Nhi Chỉ Cân thị, hạ giá lấy Tống Cung Đế. Có khả năng chỉ là tông thất nữ.

## Tiểu thuyết hoá
Hốt Tất Liệt được tiểu thuyết hoá trở thành một nhân vật trong truyện Thần điêu hiệp lữ của Kim Dung.
Trong truyện này ông là người đứng ra chiêu nạp đám cao thủ võ lâm Kim Luân Pháp Vương, Tiêu Tương Tử, Doãn Khắc Tây, Sóng Gió Nguyên Triều v.v. âm mưu tiêu diệt các cao thủ Đại Tống.